# Trận sông Dniepr
Trận sông Dniepr là một chuỗi các chiến dịch tấn công chiến lược của Quân đội Liên Xô trong giai đoạn mở đầu cho thời kỳ thứ ba của cuộc chiến tranh Xô-Đức, đồng thời là một trận đánh lớn của Chiến tranh thế giới thứ hai. Diễn ra trên phần phía Nam của khu vực trung tâm và suốt chiều dài cánh Nam mặt trận Xô-Đức với tổng độ dài mặt trận lên đến hơn 1.600 km trên toàn bộ phần tả ngạn sông Dniepr và vùng Donbass, chuỗi các chiến dịch này đã thu hút khoảng 3.900.000 sĩ quan và binh sĩ của cả hai bên tham chiến. Quân đội Đức Quốc xã huy động 8 tập đoàn quân, trong đó có 2 tập đoàn quân xe tăng và 2 tập đoàn quân không quân với hơn 70 sư đoàn tham chiến. Ngoài ra, còn có 6 sư đoàn quân Romania chiến đấu trong đội hình các tập đoàn quân 6 và 17 (Đức). Quân đội Liên Xô huy động 5 phương diện quân với 38 tập đoàn quân trong đó 4 tập đoàn quân xe tăng và 5 tập đoàn quân không quân. Tham chiến bên phía quân đội Liên Xô còn có Lữ đoàn Tiệp Khắc 1 tham gia trong đội hình Phương diện quân Voronezh (từ ngày 20 tháng 10 năm 1943 đổi thành Phương diện quân Ukraina 1).
Trong thời gian gần 4 tháng (từ ngày 26 tháng 8 đến ngày 23 tháng 12 năm 1943), trên toàn bộ vùng phía đông Ukraina và Nam Nga đã diễn ra 11 chiến dịch tấn công và phòng ngự của quân đội Liên Xô với giai đoạn:
- Giai đoạn đầu khởi sự ở giữa mặt trận ngày 23 tháng 8 bằng Chiến dịch Chernigov-Poltava và kết thúc ngày 30 tháng 9 với các chiến dịch Sumsky-Prilukskaya và Poltava-Kremenchuk. Đây là giai đoạn quân đội Liên Xô tạo các bàn đạp tấn công.[12] Vì không còn có khả năng tổ chức những chiến dịch tấn công quy mô lớn trên mặt trận phía đông nên sau các đoàn phản công đợt đầu của quân đội Liên Xô, Bộ chỉ huy tối cao quân đội Đức Quốc xã quyết định chỉ tiến hành những đòn phản kích nhằm kìm hãm tốc độ tấn cong của quân đội Liên Xô để rút các lực lượng còn lại sang bờ Tây sông Dniepr, áp dụng chiến thuật bức tường thép đã thực hiện tại Rostov đầu năm 1943 để tổ chức Tuyến phòng thủ Wotan (còn gọi là "Bức tường phía đông"). Adolf Hitler ra lệnh cho Cụm tập đoàn quân Nam (Đức) phải giữ được phòng tuyến này, bao gồm cả thành phố Kiev bằng mọi giá. Trong quá trình rút lui sang bờ Tây của sông Dnepr của quân Đức diễn ra trong trận mưa bom và pháo kích của quân đội Liên Xô. Các trận không chiến cũng diễn ra quyết liệt trên dải không phận dọc sông Dniepr.[13]
- Giai đoạn sau bắt đầu ở hạ lưu sông Dniepr ngày 26 tháng 9 bởi Chiến dịch Nizhni Dnieprovsk và kết thúc đúng một tuần trước khi bước sang năm mới 1944 bằng chiến dịch Dniepropetrovsk. Kết quả của giai đoạn này là quân đội Liên Xô thu hồi toàn bộ phần Đông lãnh thổ Ukraina và một phần lãnh thổ Nga, tiến về phía tây từ 300 đến 450 km, đánh chiếm toàn bộ bờ tả ngạn sông Dniepr và thành phố Kiev. Ngoài ra, quân đội Liên Xô còn chiếm được nhiều căn cứ đầu cầu quan trọng tại Novo Shepelichi (???), Chernobyl, Kanev, Cherkassy, Kremenchug, Verkhne Dnieprovsk, Maganets, Berislav, toàn bộ khu vực Kiev ở phía bắc và Znamenka - Pyatikhatka ở phía nam làm bàn đạp cho Chiến dịch tấn công hữu ngạn Dniepr kế tiếp ngay sau đó, thu hồi lại toàn bộ lãnh thổ Ukraina và tiến ra tuyến biên giới quốc gia của Liên Xô.[14]

Trong chiến dịch, có một số trận đánh lớn diễn ra tương đối độc lập với các chiến dịch là cuộc đổ bộ đường không ở Bukrin và các trận tấn công và phòng thủ Kiev năm 1943.
Một kết quả khác của chiến dịch này là toàn bộ Tập đoàn quân 17 (Đức) phải rút về Krym và hoàn toàn bị cô lập với chủ lực quân đội Đức Quốc xã tại mặt trận phía đông, tạo điều kiện thuận lợi cho Tập đoàn quân ven biển (nguyên là Phương diện quân Bắc Kavkaz tiến hành thành công chiến dịch Kerch (1943), đổ bộ Tập đoàn quân 56 và Sư đoàn bộ binh 318 lên bán đảo Kerch đánh chiếm hai căn đầu cầu quan trọng tại khu vực tam giác Ossoviny, Mayak, Enikalye và bãi biển Eltigen, làm căn cứ đầu để tấn công Krym từ phía đông, phối hợp với Phương diện quân Nam (Liên Xô) tấn công từ phía bắc qua eo đất Perekop, thu hồi toàn bộ bán đảo Krym vào mùa xuân năm 1944.

## Bối cảnh

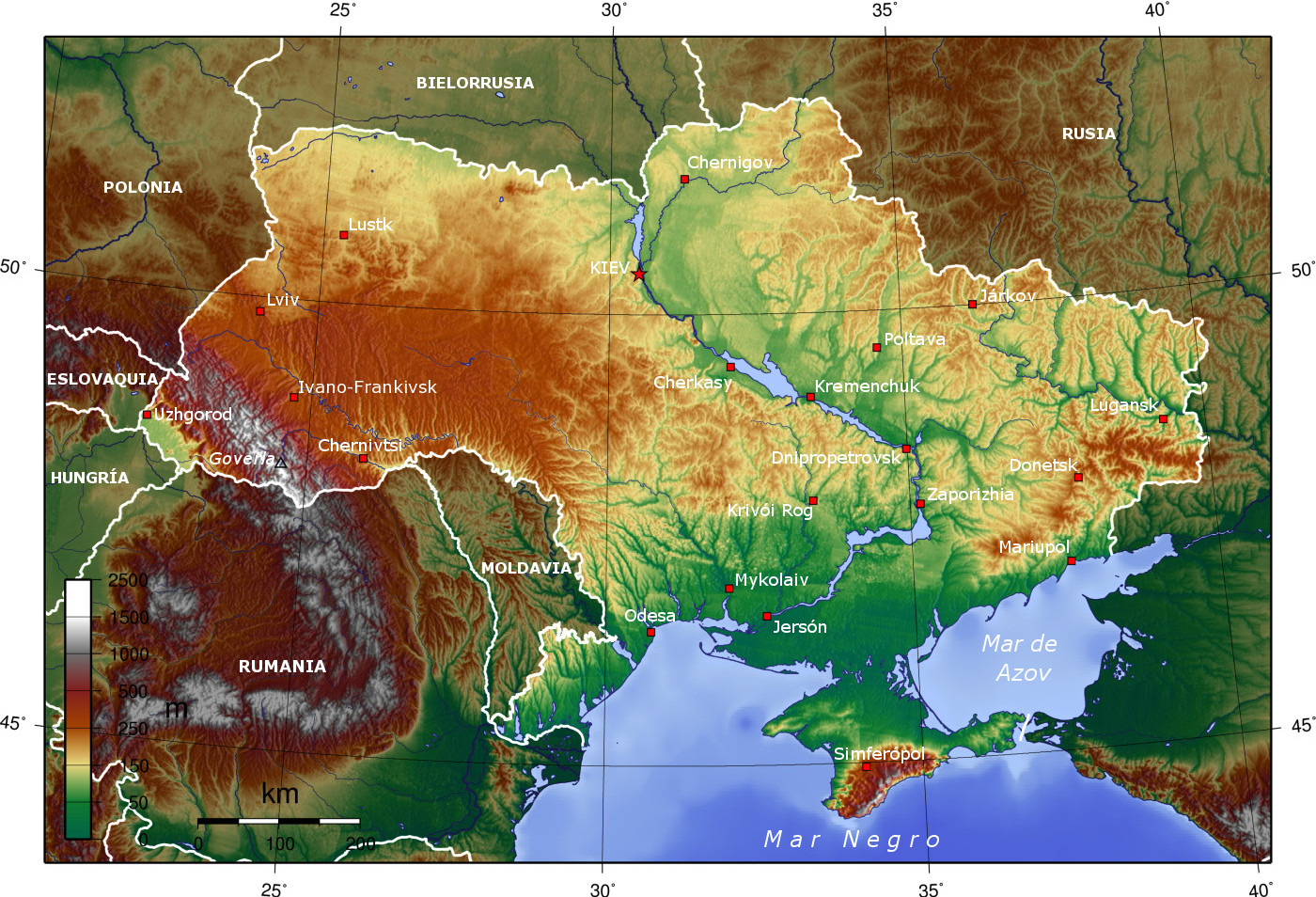
Địa hình Ukraina và hình thế sông Dniepr

Trận Kursk đã gây cho cả hai bên tham chiến những thiệt hại nặng nề về người và phương tiện chiến tranh và vị thế trên chiến trường đã tiếp tục có những thay đổi cơ bản. Nếu như với tiềm lực dồi dào của minh, Quân đội Liên Xô đã được bù đắp lại bằng những nguồn nhân lực và vật lực to lớn từ hậu phương bao la của họ thì quân đội Đức Quốc xã đang cạn dần nguồn dự trữ. Sự kiện quân đồng minh Hoa Kỳ và Anh đổ bộ lên đảo Sicilia tuy chưa đe dọa trực tiếp đến trung tâm nước Đức nhưng cũng đủ để Bộ Tổng tham mưu quân đội Đức Quốc xã phải giữ lại một phần khỏng nhỏ lực lượng ở bán đảo Apelnin và không thể thoải mái điều động binh lực dự trữ sang tăng cường cho mặt trận phía đông. Trong quá trình diễn ra các chiến dịch ở Belgorod-Kharkov và Oryol, quân đội Liên Xô cũng đồng thời mở các chiến dịch ở Smolensk, Rzhev-Vyazma, Mgin, Taman, đẩy quân đội Đức Quốc xã tại mặt trận phía đông vào thế bị động đối phó, không thể tự do điều động lực lượng đến những đoạn mặt trận bị uy hiếp. Ngay cả phòng tuyến Hagen được tướng Walter Model thiết lập công phu phía trước Bryansk cũng không thể giúp các tập đoàn quân 2, 4, 9 và tập đoàn quân xe tăng 2 (Đức) trụ lại tại đây được quá một tháng.
Donbas và cả vùng công nông nghiệp ở trung lưu và hạ lưu sông Đông là mục tiêu tối cao mà quân đội Liên Xô cần phải thu hồi do đây là một trong những nguồn cung cấp quặng sắt, than đá cho nền kinh tế và các nhà máy công nghiệp nặng phục vụ nền quốc phòng. Năm 1941, người Đức cũng đặt ra những mục tiêu tương tự đối với các chiến dịch quân sự tại vùng này. Tuy nhiên, địa hình ở Donbas và cả khu vực tả ngạn sông Dniepr rất thuận lợi cho các cuộc tấn công và rất khó cho phòng thủ. Ngoài dãy núi già Donets ở phía nam chạy vắt ngang giữa đồng bằng hạ lưu sông Donets và hạ lưu sông Dniepr có độ cao không quá 400 m, toàn bộ địa hình tả ngạn sông Dniepr và vùng Donbas tương đối bằng phẳng và thoai thoải dần theo hướng đông bắc-tây nam đến sông Dniepr; độ cao trung bình không quá 250 m và không có những điểm cao đột xuất.
Sông Dniepr với chiều rộng trung bình 400 đến 500 m và độ sâu giữa lòng sông từ 8 đến 12 m thực sự là một chướng ngại thiên nhiên rất lớn trên các con đường tiến quân sang phía tây của quân đội Liên Xô ở Ukraina. Do tiếp giáp với rìa phía đông của dãy núi Karpat, địa hình bên hữu ngạn sông Dniepr có đặc điểm ngược lại với bên tả ngạn. Bờ sông hữu ngạn có rất nhiều đoạn dốc cao khá gắt (trừ khu vực tiểu bồn địa Cherkassy). Tại khu vực Bukrin-Kanev, bờ sông phía tây có chỗ gần như dựng đứng, rất thuận tiện cho phòng thủ. Tuy nhiên, bờ đông con sông này lại có nhiều khu vực lau sậy và cây thấp rất rậm rạp, thuận tiện cho việc giấu quân và phương tiện chuẩn bị vượt sông. Để phòng thủ tuyến sông chiến lược này, quân đội Đức Quốc xã trên bờ Tây đã kết hợp phòng thủ thụ động bằng các cứ điểm hỏa lực, bãi mìn, chướng ngại chống tăng với các đơn vị xe tăng phòng thủ cơ động dưới sự yểm hộ tối đa của pháo binh và không quân.

## Binh lực và kế hoạch của các bên

### Quân đội Liên Xô

#### Binh lực

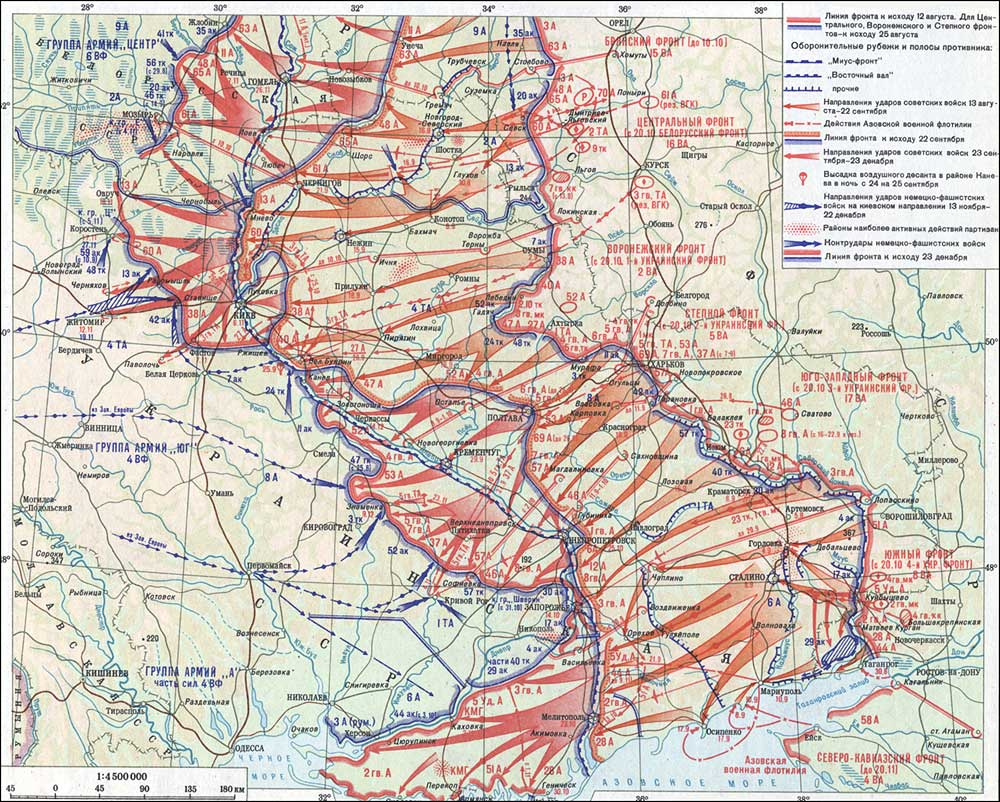
Bản đồ Trận sông Dniepr (Các chiến dịch Tả ngạn Ukraina)

Quân đội Liên Xô đã huy động 6 phương diện quân tham gia trận đánh này với 2.650.000 sĩ quan và binh sĩ, một khối lượng binh lực lớn nhất kể từ khi khởi đầu cuộc Chiến tranh Xô-Đức. Nhưng với trận tuyến dài đến trên 1600 km, mật độ binh lực chỉ được phân bố đậm đặc trên các hướng tấn công chính. Hình thế binh lực của quân đội Liên Xô bố trí từ Bắc xuống Nam cũng không đồng đều giữa các phương diện quân:
- Phương diện quân Trung Tâm (từ ngày 20 tháng 10 đổi tên thành Phương diện quân Belorussia) do đại tướng K. K. Rokossovsky làm tư lệnh; thượng tướng M. S. Malinin làm tham mưu trưởng; trung tướng K. F. Teleghin làm ủy viên hội đồng quân sự với 7 tập đoàn quân trong đội hình ở thời điểm khai trận:
  - Tập đoàn quân xe tăng 2 do các trung tướng A. G. Rodin và I. S. Bogdanov lần lượt chỉ huy, trong biên chế có:
    - Thiết giáp: 7 lữ đoàn xe tăng; 3 lữ đoàn và 2 tiểu đoàn cơ giới; 3 trung đoàn pháo tự hành
    - Pháo binh: 1 sư đoàn và 3 trung đoàn pháo; 1 lữ đoàn và 1 trung đoàn pháo chống tăng; 3 trung đoàn súng cối.
    - Phòng không: 2 lữ đoàn.

  - Tập đoàn quân xe tăng cận vệ 3 do trung tướng P. S. Rybalko chỉ huy, trong biên chế có:
    - Thiết giáp: 9 lữ đoàn xe tăng; 5 lữ đoàn và 3 tiểu đoàn cơ giới; 8 trung đoàn pháo tự hành;
    - Pháo binh: 1 sư đoàn và 4 trung đoàn pháo; 2 trung đoàn súng cối
    - Phòng không: 3 trung đoàn.

  - Tập đoàn quân 13 do trung tướng N. P. Pukhov chỉ huy, trong biên chế có:
    - Bộ binh: 13 sư đoàn
    - Thiết giáp: 5 lữ đoàn xe tăng; 1 lữ đoàn và 3 trung đoàn cơ giới; 2 trung đoàn pháo tự hành;
    - Pháo binh: 1 sư đoàn và 1 trung đoàn pháo; 1 lữ đoàn và 6 trung đoàn pháo chống tăng; 6 trung đoàn súng cối
    - Phòng không: 1 sư đoàn và 4 trung đoàn

  - 'Tập đoàn quân 48 do trung tướng P. L. Romanenko chỉ huy, trong biên chế có:
    - Bộ binh: 8 sư đoàn;
    - Thiết giáp: 1 lữ đoàn xe tăng;
    - Pháo binh: 1 lữ đoàn và 2 trung đoàn pháo chống tăng; 2 trung đoàn súng cối
    - Phòng không: 1 sư đoàn và 1 trung đoàn;

  - Tập đoàn quân 60 do trung tướng I. D. Chernyakhovsky chỉ huy, trong biên chế có:
    - Bộ binh: 9 sư đoàn;
    - Thiết giáp: 3 trung đoàn cơ giới; 1 trung đoàn pháo tự hành;
    - Pháo binh: 1 sư đoàn và 6 trung đoàn pháo chống tăng; 3 trung đoàn súng cối;
    - Phòng không: 1 sư đoàn và 1 trung đoàn.

  - Tập đoàn quân 65 do trung tướng P. I. Batov chỉ huy, trong biên chế có:
    - Bộ binh: 12 sư đoàn và 1 lữ đoàn;
    - Thiết giáp: 3 lữ đoàn xe tăng và 1 lữ đoàn cơ giới; 2 trung đoàn pháo tự hành;
    - Kỵ binh: 1 lữ đoàn;
    - Pháo binh: 3 sư đoàn và 2 trung đoàn pháo; 4 trung đoàn pháo chống tăng; 6 trung đoàn súng cối;
    - Phòng không: 2 sư đoàn và 2 trung đoàn.

  - Tập đoàn quân không quân 16 do thượng tướng S. I. Rudelko chỉ huy.
- Phương diện quân Voronezh (từ ngày 20 tháng 10 năm 1943 là Phương diện quân Ukraina 1) do đại tướng N. F. Vatutin làm tư lệnh, trung tướng S. P. Ivanov làm tham mưu trưởng, thiếu tướng K. S. Krainyukov làm ủy viên hội đồng quân sự với 9 tập đoàn quân ở thời điểm khai trận:
  - Tập đoàn quân 38 do trung tướng N. E. Chibisov và thượng tướng K. S. Moskalenko (từ tháng 10 năm 1943) lần lượt chỉ huy, trong biên chế có:
    - Bộ binh: 9 sư đoàn;
    - Thiết giáp: 3 trung đoàn cơ giới;
    - Pháo binh: 1 sư đoàn pháo binh hỗn hợp, 1 lữ đoàn và 4 trung đoàn pháo; 5 trung đoàn pháo chống tăng; 3 trung đoàn súng cối;
    - Phòng không: 1 sư đoàn và 1 trung đoàn.

  - Tập đoàn quân 40 do trung tướng K. S. Moskalenko và trung tướng F. F. Zhmachenko (từ tháng 10 năm 1943) lần lượt chỉ huy, trong biên chế có:
    - Bộ binh: 6 sư đoàn và 1 lữ đoàn (Lữ đoàn bộ binh Tiệp Khắc 1);
    - Thiết giáp: 1 lữ đoàn pháo tự hành;
    - Pháo binh: 1 sư đoàn, 1 lữ đoàn và 2 trung đoàn pháo; 1 lữ đoàn và 3 trung đoàn pháo chống tăng;
    - Phòng không: 1 sư đoàn.

  - Tập đoàn quân 27 do trung tướng S. G. Trofimenko chỉ huy, trong biên chế có:
    - Bộ binh: 9 sư đoàn;
    - Pháo binh: 1 trung đoàn pháo; 2 trung đoàn súng cối;
    - Phòng không: 1 sư đoàn.

  - Tập đoàn quân 47 do các trung tướng P. P. Korzun, F. F. Zhmachenko và V. S. Polenov lần lượt chỉ huy, trong biên chế có:
    - Bộ binh: 6 sư đoàn;
    - Pháo binh: 4 trung đoàn pháo; 2 trung đoàn súng cối
    - Phòng không: 2 trung đoàn;

  - Tập đoàn quân cận vệ 4 do các trung tướng A. I. Zyghin và I. V. Galanin lần lượt chỉ huy, trong biên chế có:
    - Bộ binh: 5 sư đoàn;
    - Thiết giáp: 2 trung đoàn xe tăng
    - Pháo binh: 1 lữ đoàn và 1 trung đoàn pháo chống tăng; 1 trung đoàn súng cối;
    - Phòng không: 1 sư đoàn.

  - Tập đoàn quân cận vệ 6 do trung tướng I. M. Chistyakov chỉ huy, trung biên chế có:
    - Bộ binh: 10 sư đoàn;
    - Thiết giáp: 1 lữ đoàn xe tăng và 8 trung đoàn cơ giới;
    - Pháo binh: 2 sư đoàn, 1 lữ đoàn và 2 trung đoàn pháo; 1 lữ đoàn và 2 trung đoàn pháo chống tăng;
    - Phòng không: 1 sư đoàn và 5 trung đoàn;

  - Tập đoàn quân xe tăng 1 do trung tướng M.E. Katukov chỉ huy, trong biên chế có:
    - Thiết giáp: 7 lữ đoàn xe tăng và 2 trung đoàn xe tăng; 2 lữ đoàn cơ giới; 4 trung đoàn pháo tự hành; 1 trung đoàn và 2 tiểu đoàn trinh sát cơ giới;
    - Pháo binh: 2 trung đoàn pháo;
    - Phòng không: 1 sư đoàn và 4 trung đoàn phòng không

  - Tập đoàn quân cận vệ 5 do trung tướng A S. Zhadov chỉ huy, trong biên chế có:
    - Bộ binh: 8 sư đoàn;
    - Thiết giáp: 2 lữ đoàn và 2 trung đoàn cơ giới;
    - Pháo binh: 1 trung đoàn pháo; 2 lữ đoàn và 2 trung đoàn pháo chống tăng; 2 trung đoàn pháo phản lực; 1 trung đoàn súng cối;
    - Phòng không: 1 sư đoàn và 1 trung đoàn.

  - Tập đoàn quân không quân 2 do thượng tướng S. A. Krasovsky chỉ huy, trong biên chế có:
    - Máy bay tiêm kích: Các sư đoàn 5, 10
    - Máy bay cường kích: Các sư đoàn 202, 208
    - Máy bay ném bom: Các sư đoàn 227, 291 (ngày) và 372, 385 (đêm).
    - Máy bay vận tải, trinh sát, liên lạc: các sư đoàn 50, 66

sư đoàn tiêm kích 5 và 10, sư đoàn cường kích 202, 208, các sư đoàn ném bom 227 và 291, các sư đoàn ném bom ban đêm 372 và 385, các sư đoàn trinh sát, liên lạc 50 và 66
- Phương diện quân Thảo nguyên (từ ngày 20 tháng 10 năm 1943 là Phương diện quân Ukraina 2) do thượng tướng I. S. Koniev làm tư lệnh, trung tướng M. V. Zakharov làm tham mưu trưởng, trung tướng I. Z. Susaykov làm ủy viên hội đồng quân sự với 5 tập đoàn quân ở thời điểm khai trận:
  - Tập đoàn quân xe tăng cận vệ 5 do trung tướng P. A. Rotmistrov chỉ huy, trong biên chế có:
    - Thiết giáp: 8 lữ đoàn xe tăng; 5 lữ đoàn và 2 trung đoàn cơ giới; 6 trung đoàn pháo tự hành;
    - Pháo binh: 4 trung đoàn pháo; 3 trung đoàn pháo chống tăng; 5 trung đoàn súng cối;
    - Phòng không: 1 sư đoàn và 3 trung đoàn;
    - Không quân: 1 phi đội trinh sát đường không.

  - Tập đoàn quân cận vệ 7 do trung tướng M. S. Sumilov chỉ huy, trong biên chế có:
    - Bộ binh: 7 sư đoàn
    - Thiết giáp: 1 lữ đoàn xe tăng; 3 trung đoàn cơ giới; 1 trung đoàn pháo tự hành; 2 trung đoàn trinh sát cơ giới
    - Pháo binh: 1 lữ đoàn và 4 trung đoàn pháo chống tăng; 2 trung đoàn súng cối
    - Phòng không: 1 sư đoàn và 1 trung đoàn.

  - Tập đoàn quân 53 do trung tướng I. M. Managarov chỉ huy, trong biên chế có:
    - Bộ binh: 6 sư đoàn;
    - Pháo binh: 1 sư đoàn, 1 lữ đoàn và 1 trung đoàn pháo; 1 lữ đoàn và 2 trung đoàn pháo chống tăng; 3 trung đoàn súng cối.

  - Tập đoàn quân 57 do trung tướng N. A. Gaghen chỉ huy, trong biên chế có:
    - Bộ binh: 8 sư đoàn
    - Thiết giáp: 1 lữ đoàn xe tăng, 2 trung đoàn cơ giới
    - Pháo binh: 1 trung đoàn pháo chống tăng, 1 trung đoàn súng cối
    - Phòng không: 2 trung đoàn.
    - Không quân: 1 trung đoàn đổ bộ đường không

  - Tập đoàn quân 69 do trung tướng V. D. Kryuchenkin chỉ huy, trong biên chế có:
    - Bộ binh: 7 sư đoàn
    - Pháo binh: 1 trung đoàn pháo, 1 trung đoàn chống tăng, 1 trung đoàn cối
    - Phòng không: 1 trung đoàn.

  - Tập đoàn quân không quân 5 do tướng S. K. Goryunov chỉ huy. Trong biên chế có:
    - Máy bay tiêm kích: các sư đoàn Cận vệ 1 và 293
    - Máy bay cường kích: Các sư đoàn 203,205 và 266.
    - Máy bay ném bom ban ngày: các sư đoàn 292 và 294
    - Máy bay ném bon ban đêm: Các sư đoàn 302, 304 và 312.
    - Máy bay ném bom tầm xa: các sư đoàn 511 và 714
    - Máy bay vận tải: Sư đoàn 18
    - Máy bay trinh sát: Trung đoàn 85.
    - Pháo phòng không: Các trung đoàn 1001, 1561 và 1562
- Phương diện quân Tây Nam: (từ ngày 20 tháng 10 năm 1943 đổi thành Phương diện quân Ukraina 3) do đại tướng R. Ya. Malinovsky làm tư lệnh, trung tướng F. I. Kozhenevich làm tham mưu trưởng, trung tướng A. S. Zhentov là ủy viên hội đồng quân sự, đội hình tại thời điểm khai trận gồm có:
  - Tập đoàn quân 46 do trung tướng V. V. Glagolev chỉ huy, trong biên chế có:
    - Bộ binh: 6 sư đoàn
    - Thiết giáp: 3 trung đoàn cơ giới, 2 tiểu đoàn trinh sát;
    - Pháo binh: 1 lữ đoàn và 1 trung đoàn pháo; 2 trung đoàn pháo chống tăng; 2 trung đoàn súng cối; 1 trung đoàn pháo phản lực
    - Phòng không: 1 sư đoàn và 2 trung đoàn

  - Tập đoàn quân cận vệ 1 do thượng tướng V. I. Kuznetsov chỉ huy, trong biên chế có:
    - Bộ binh: 9 sư đoàn
    - Thiết giáp: 1 lữ đoàn xe tăng, 2 trung đoàn pháo tự hành, 1 trung đoàn cơ giới
    - Pháo binh: 1 sư đoàn pháo binh hỗn hợp; 1 trung đoàn pháo, 2 trung đoàn chống tăng; 1 lữ đoàn và 2 trung đoàn súng cối.
    - Phòng không: 1 sư đoàn và 1 trung đoàn

  - Tập đoàn quân 6 (gồm cả Tập đoàn quân 12 sáp nhập vào) do trung tướng I. T. Slemin chỉ huy, trong biên chế có:
    - Bộ binh: 8 sư đoàn
    - Thiết giáp: 1 sư đoàn và 1 trung đoàn cơ giới
    - Pháo binh: 2 trung đoàn pháo, 1 trung đoàn chóng tăng, 1 trung đoàn súng cối
    - Phòng không: 2 trung đoàn

  - Tập đoàn quân cận vệ 8 do thượng tướng V. I. Chuikov chỉ huy, trong biên chế có:
    - Bộ binh: 9 sư đoàn
    - Thiết giáp: 1 lữ đoàn và 1 trung đoàn xe tăng, 4 trung đoàn cơ giới, 1 trung đoàn pháo tự hành
    - Pháo binh: 1 sư đoàn, 2 lữ đoàn và 1 trung đoàn pháo; 1 lữ đoàn và 2 trung đoàn chống tăng; 3 trung đoàn súng cối; 1 trung đoàn pháo phản lực.
    - Phòng không: 1 sư đoàn và 2 trung đoàn.

  - Tập đoàn quân 12 do thiếu tướng A. I. Danilov chỉ huy, từ ngày 30 tháng 10 sáp nhập vào Tập đoàn quân 6.
  - Tập đoàn quân cận vệ 3 do trung tướng D. D. Lelyutsenko chỉ huy, trong biên chế có:
    - Bộ binh: 10 sư đoàn
    - Thiết giáp: 5 lữ đoàn xe tăng; 5 lữ đoàn cơ giới; 3 trung đoàn pháo tự hành
    - Pháo binh: 2 sư đoàn và 2 trung đoàn pháo; 1 lữ đoàn và 3 trung đoàn chống tăng; 4 trung đoàn súng cối.
    - Phòng không: 1 sư đoàn và 3 trung đoàn

  - Tập đoàn quân không quân 17 do thượng tướng V. S. Sudets chỉ huy.
- Phương diện quân Nam (từ ngày 20 tháng 10 năm 1943 đổi thành Phương diện quân Ukraina 4) do thượng tướng F. I. Tonbukhin chỉ huy, trung tướng S. S. Biryuzov làm tham mưu trưởng, thượng tướng E. A. Shadenko làm ủy viên hội đồng quân sự. Đội hình ở thời điểm khai trận gồm có:
  - Tập đoàn quân 51 do trung tướng Ya. G. Kreyzer chỉ huy, trong biên chế có:
    - Bộ binh: 10 sư đoàn
    - Thiết giáp: 1 lữ đoàn xe tăng, 3 lữ đoàn cơ giới
    - Pháo binh: 1 sư đoàn và 4 trung đoàn pháo, 4 trung đoàn chống tăng, 1 trung đoàn súng cối.
    - Phòng không: 2 sư đoàn

  - Tập đoàn quân cận vệ 2 do trung tướng G. F. Zakharov chỉ huy, trong biên chế có:
    - Bộ binh: 7 sư đoàn
    - Thiết giáp: 1 trung đoàn cơ giới
    - Pháo binh 2 trung đoàn pháo, 1 trung đoàn chống tăng, 1 trung đoàn súng cối
    - Phòng không: 1 trung đoàn

  - Tập đoàn quân xung kích 5 do thượng tướng V. D. Tsvetayev chỉ huy, trong biên chế có:
    - Bộ binh: 5 sư đoàn
    - Thiết giáp: 1 lữ đoàn và 1 trung đoàn xe tăng, 1 trung đoàn cơ giới;
    - Pháo binh: 1 trung đoàn pháo, 1 lữ đoàn và 2 trung đoàn pháo chống tăng, 1 trung đoàn súng cối
    - Phòng không: 2 trung đoàn.

  - Tập đoàn quân 28 do thiếu tướng A. N. Melnikov chỉ huy, trong biên chế có:
    - Bộ binh: 7 sư đoàn
    - Thiết giáp: 1 trung đoàn cơ giới
    - Pháo binh: 1 lữ đoàn và 2 trung đoàn pháo, 1 lữ đoàn và 1 trung đoàn pháo phản lực, 1 trung đoàn súng cối
    - Phòng không: 1 trung đoàn.

  - Tập đoàn quân 44 do thiếu tướng V. A. Khomenko chỉ huy; đến tháng 10 năm 1943, sáp nhập vào Tập đoàn quân xung kích 5; trong biên chế có:
    - Bộ binh: 3 sư đoàn
    - Kỵ binh: 3 sư đoàn
    - Thiết giáp: 1 lữ đoàn và 2 trung đoàn cơ giới, 1 trung đoàn pháo tự hành
    - Pháo binh: 1 trung đoàn pháo, 1 lữ đoàn và 1 trung đoàn pháo chống tăng, 1 lữ đoàn và 1 trung đoàn súng cối.
    - Phòng không: 3 trung đoàn.

  - Tập đoàn quân không quân 8 do trung tướng T. T. Khryukin chỉ huy

#### Kế hoạch

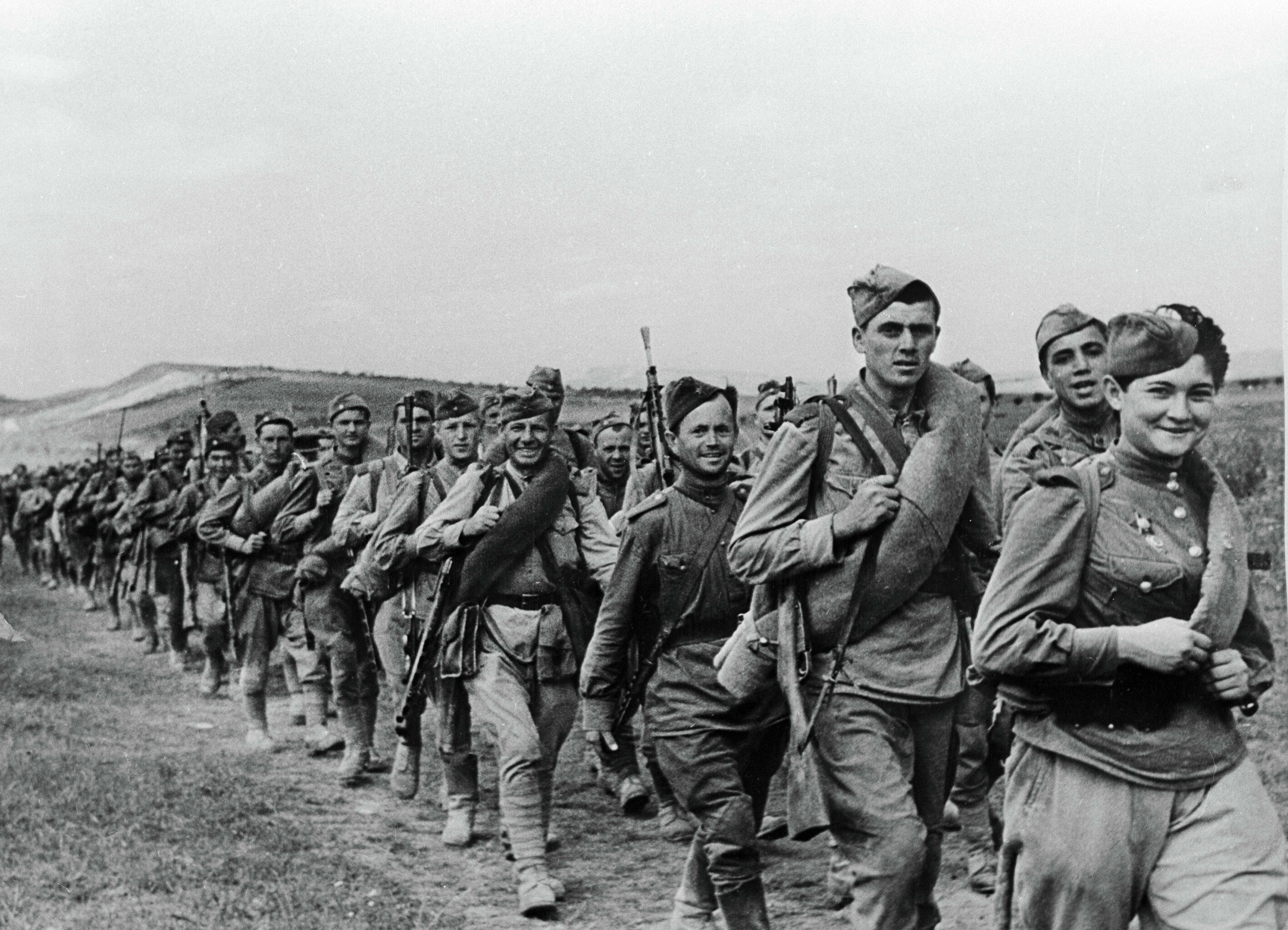
Quân đội Liên Xô hành quân ra tuyến sông Dniepr, ngày 1 tháng 9 năm 1943. (Ảnh của RIA NOVOSTI)

Ngay trong khi các chiến dịch Chiến dịch Kutuzov và Belgorod-Kharkov còn đang tiếp diễn, Bộ Tổng tham mưu quân đội Liên Xô đã bắt đầu vạch kế hoạch cho chiến cục thu đông 1943. Stalin yêu cầu tập trung lực lượng để thu hồi vùng Donbas và toàn bộ tả ngạn Ukraina trong thời gian sớm nhất do ý nghĩa kinh tế - quốc phòng quan trọng của khu vực này. Ông đồng ý với đánh giá của Bộ Tổng tham mưu Liên Xô cho rằng quân đội Đức Quốc xã không có khả năng để tổ chức một cuộc tấn công lớn trên mặt trận Xô-Đức nhưng vẫn còn đủ binh lực để tổ chức phòng ngự tích cực và tiến hành một số đòn phản kích. Các trận đánh ở Bogodukhov, Akhtyrka và Poltava hồi tháng 8 năm 1943 đã chứng minh điều đó.
Kế hoạch của Bộ Tổng tham mưu quân đội Liên Xô đề xuất việc triển khai tấn công về phía tây và tây nam trên tất cả các mặt trận cánh nam chiến trường Xô-Đức, tiến đến ranh giới phía đông Belorussia và sông Dniepr, đánh chiếm một số đầu cầu xung yếu trên bờ Tây sống Dniepr làm bàn đạp cho chiến dịch tiếp theo. Tuy nhất trí với các mục tiêu cơ bản của chiến dịch nhưng nguyên soái Zhukov cho rằng các phương thức tấn công vỗ mặt sẽ không bảo đảm chia cắt, bao vây chủ lực quân đội Đức Quốc xã và làm cho chiến dịch kế tiếp sẽ khó khăn hơn. Ông đề xuất tổ chức một đòn đột kích mạnh và tập trung từ chính diện Izyum - Kharkov tới chính diện Dniepropetrovsk - Zaporozhe để cắt Cụm tập đoàn quan Nam Đức làm đôi, sau đó bao vây và thanh toán từng cụm. Tổng tư lệnh tối cao Stalin bất chấp ý kiến ủng hộ Zhukov của tổng tham mưu trưởng A.I. Antonov vẫn ra lệnh nhanh chóng quét hết quân Đức khỏi tả ngạn Ukraina bằng các đòn đánh chính diện.
Sự cẩn trọng của Zhukov dựa trên những căn cứ về binh lực và phương tiện cũng như hình thái. Trong khi cánh trái của Phương diện quân tây nam có Tập đoàn quân cận vệ 3 có sức mạnh bằng 1 tập đoàn quân xe tăng và 1 tập đoàn quân bộ binh cộng lại thì cánh phải của phương diện quân này cũng với Phương diện quân Voronezh vừa trải qua Chiến dịch Kursk rất ác liệt với nhiều tổn thất nặng nề, cần được bổ sung quân số và phương tiện. Tuy nhiên, sự nóng vội của I. V. Stalin lại có một lý do tổng quát hơn, đó là việc thu hồi vùng Donbas và tả ngạn Ukraina cần làm nhanh để giảm thiểu sự phá hoại của đối phương đang muốn biến khu vực này thành một "vùng trắng". Do đó, thay cho vai trò vu hồi của các mũi đột kích sâu, Bộ Tổng tham mưu Liên Xô đưa ra phương án sử dụng tối đa các đội du kích mạnh vốn đã hoạt động ở vùng này từ nửa cuối năm 1941 với nhiệm vụ tiến hành cuộc chiến tranh đường sắt, phá hoại tối đa các chuyến giao thông, không cho quân đội Đức Quốc xã tăng viện lên phía trước hay chuyên chở các thiết bị công nghiệp quan trọng ra khỏi Donbas về phía tây; đồng thời phối hợp với quân báo và các đơn vị trinh sát bí mật ngăn chặn các hoạt động phá hoại của quân Đức khi rút lui. Phương án này được Đại bản doanh thông qua.
Đại bản doanh Bộ Tổng tư lệnh Liên Xô cử nguyên soái Zhukov làm đại diện Đại bản doanh, chỉ đạo phối hợp tác chiến giữa các phương diện quân Trung tâm và Voronezh; nguyên soái Vasilevsky làm đại diện Đại bản doanh, chỉ đạo phối hợp tác chiến giữa các phương diện quân tây nam và Nam. Các đại diện Đại bản doanh có quyền thay mặt Tổng tư lệnh tối cao quyết định các vấn đề chiến lược của các phương diện quân được giao phụ trách ngay tại mặt trận.

### Quân đội Đức Quốc xã

#### Binh lực
Vào thời điểm 4 tháng cuối năm 1943, quân đội Đức Quốc xã tại cánh Nam mặt trận Xô Đức có Cụm tập đoàn quân Nam do Thống chế Erich von Manstein làm Tư lệnh, Trung tướng Theodor Busse làm Tham bưu trưởng, gồm 3 tập đoàn quân bộ binh, 2 tập đoàn quân xe tăng, 1 tập đoàn quân không quân. Đây là cụm tập đoàn quân mạnh nhất của quân đội Đức Quốc xã trên mặt trận phía đông nhưng lại phải phụ trách tuyến mặt trận dài, chiếm khoảng gần 50% tổng chiều dài mặt trận Xô-Đức. Tham gia chiến dịch còn có Tập đoàn quân 2 ở cánh trái của Cụm tập đoàn quân Trung tâm do các Thống chế Günther von Kluge và Ernst Busch (từ tháng 10 năm 1943) làm Tư lệnh. Đội hình bố trí từ Bắc xuống Nam ở thời điểm khai trận gồm có:
- Tập đoàn quân 2 do Trung tướng Dietrich von Saucken làm Tư lệnh, Trung tướng Gustav von Harteneck làm Tham mưu trưởng. Trong biên chế có:
  - Quân đoàn bộ binh 35 của tướng Friedrich Wiese, binh lực gồm có:
    - Bộ binh: 5 sư đoàn (6, 31, 216, 258 (thiếu), và 383)
    - Thiết giáp: 3 tiểu đoàn xe tăng hạng nặng (505, 654, 656)
    - Pháo binh: 1 sư đoàn (637) và 2 trung đoàn (47 và 63) pháo binh nặng, 2 sư đoàn (69 và 109) và 2 trung đoàn (616 và 851) pháo binh nhẹ.
    - Phòng không: 2 sư đoàn 244 và 909

  - Quân đoàn bộ binh 20 của tướng Rudolf Freiherr von Roman, binh lực gồm có:
    - Bộ binh: 5 sư đoàn (45, 102, 137, 251, 292)
    - Pháo binh: 1 sư đoàn pháo binh nặng (604); 3 sư đoàn pháo binh nhẹ (425, 430, 850); 1 trung đoàn pháo binh hỗn hợp (904),
    - Phòng không: 1 trung đoàn (41)

  - Quân đoàn bộ binh 7 của tướng Anton Dostler, binh lực gồm có:
    - Bộ binh: 5 sư đoàn (68, 75, 88, 213 và 323)
    - Thiết giáp: Trung đoàn pháo tự hành 202
    - Pháo binh: Sư đoàn 616

  - Quân đoàn bộ binh 13 của tướng Arthur Hauffe, binh lực gồm có:
    - Bộ binh: 4 sư đoàn (183, 208, 340, 377)
    - Thiết giáp: Sư đoàn xe tăng 7
    - Kỵ binh: Sư đoàn kỵ binh 5
    - Pháo binh: Sư đoàn pháo binh nặng 559

  - Quân đoàn xe tăng 46 của tướng Hans Gollnick, binh lực gồm có:
    - Thiết giáp: 2 sư đoàn xe tăng (5 và 16), 1 trung đoàn pháo tự hành (743)
    - Kỵ binh: Sư đoàn kỵ binh 2 và lữ đoàn kỵ binh 1 SS
    - Bộ binh: 5 sư đoàn (Cụm quân Manteuffel gồm các sư đoàn 7, 36, 134, 253 và 342)
    - Pháo binh: Sư đoàn pháo binh hỗn hợp 906, trung đoàn pháo chống tăng 100, trung đoàn pháo phản lực 103

  - Quân đoàn xe tăng 56 của tướng Anton Graßer, binh lực gồm có:
    - Thiết giáp: 2 sư đoàn xe tăng (4 và 12)
    - Bộ binh: 4 sư đoàn (14, 131, 203, 321)
    - Pháo binh: (không có số liệu)

  - Quân đoàn bộ binh 7 Hungary
- Tập đoàn quân xe tăng 4 do Đại tướng Hermann Hoth làm Tư lệnh, Thiếu tướng Friedrich Fangohr làm Tham mưu trưởng. Trong biên chế có:
  - Quân đoàn xe tăng 48 do các tướng Otto von Knobelsdorff, Dietrich von Choltitz, Heinrich Eberbach và Hermann Balck lần lượt chỉ huy, binh lực gồm có:
    - Thiết giáp: 3 sư đoàn xe tăng (8, 11, 19) và sư đoàn cơ giới "Großdeutschland"; 1 sư đoàn pháo tự hành (911), lữ đoàn cơ giới 10 và trung đoàn cơ giới 39.
    - Bộ binh: 3 sư đoàn (179, "Adolf Hitler" và "Das Reich")
    - Pháo binh: 2 sư đoàn pháo binh nặng (101 và 842); 2 trung đoàn pháo binh nhẹ (70 và 109)
    - Phòng không: 1 trung đoàn (911.)

  - Quân đoàn xe tăng 24 của tướng Walther Nehring, binh lực gồm có:
    - Thiết giáp: 3 sư đoàn xe tăng (1, 17 và 27), 1 sư đoàn cơ giới (239)
    - Bộ binh: 5 sư đoàn (10, 34, 82, 112 và 444)

  - Quân đoàn bộ binh 52 của tướng Hans-Karl von Scheele, binh lực gồm có:
    - Bộ binh: 4 sư đoàn (76, 255, 332, 384)
    - Thiết giáp: 1 trung đoàn xe tăng (thuộc sư đoàn xe tăng 13).
    - Không quân: Sư đoàn đổ bộ đường không 2

  - Quân đoàn bộ binh 59 của tướng Kurt von der Chevallerie, binh lực gồm có:
    - Bộ binh: 3 sư đoàn (217, 263 và 391)
    - Thiết giáp: sư đoàn xe tăng 2, sư đoàn cơ giới 516, sư đoàn pháo tự hành 276
    - Pháo binh: sư đoàn pháo binh nặng 85, các trung đoàn pháo binh nhẹ 787 và 65, trung đoàn pháo chống tăng 276
- Tập đoàn quân 8 (nguyên là Cụm tác chiến Kempf) do Thượng tướng Bộ binh Otto Wöhler làm Tư lệnh, Thiếu tướng Hans Speidel làm Tham mưu trưởng, trong biên chế có:
  - Quân đoàn xe tăng 3 của tướng Friedrich Schulz, binh lực gồm có:
    - Thiết giáp: 3 sư đoàn xe tăng (3, 6, 14)
    - Bộ binh: 2 sư đoàn (30 và 367)

  - Quân đoàn bộ binh 11 của tướng Erhard Raus, binh lực gồm có:
    - Bộ binh: 3 sư đoàn (57, 72, 167)
    - Thiết giáp: 1 sư đoàn xe tăng ("Wiking")
    - Pháo binh: Lữ đoàn quân tình nguyện SS

  - Quân đoàn bộ binh 42 của tướng Franz Mattenklott, binh lực gồm có:
    - Bộ binh: 3 sư đoàn (153, 355, 381) và sư đoàn khinh binh Romania
    - Thiết giáp: 2 trung đoàn xe tăng (thuộc sư đoàn xe tăng 13)
- Tập đoàn quân xe tăng 1 do các Đại tướng Eberhard von Mackensen và Thượng tướng Thiết giáp Hans-Valentin Hube (từ 29 tháng 10) làm Tư lệnh, Thiếu tướng Walther Wenck làm Tham mưu trưởng, trong biên chế có:
  - Quân đoàn xe tăng 57 của tướng Hans-Karl Freiherr von Esebeck, binh lực gồm có:
    - Thiết giáp: 3 sư đoàn xe tăng (9, 23 và "Totenkopf")
    - Bộ binh: 4 sư đoàn (15, 62, 198 và 294)

  - Quân đoàn xe tăng 40 do các tướng Gotthard Heinrici và Ferdinand Schörner (từ ngày 15 tháng 11) chỉ huy, binh lực gồm có:
    - Thiết giáp: 2 sư đoàn xe tăng (10, 17), 1 sư đoàn cơ giới (16)
    - Bộ binh: 4 sư đoàn(111, 123, 258, 336)

  - Quân đoàn bộ binh 30 của tướng Maximilian Fretter-Pico, binh lực gồm có:
    - Bộ binh: 5 sư đoàn (257, 304, 306, 387 và sư đoàn bộ binh 12 Romania)
- Tập đoàn quân 6 (tái lập) do các Đại tướng Karl-Adolf Hollidt và Thượng tướng Pháo binh Maximilian de Angelis (từ 22 tháng 11) làm Tư lệnh, Thiếu tướng Max Hermann Bork làm Tham mưu trưởng, trong biên chế có:
  - Quân đoàn bộ binh 4'(tái lập) của tướng Friedrich Mieth, binh lực gồm có:
    - Bộ binh: 4 sư đoàn (3, 79, 101 và 302)
    - Thiết giáp: 1 sư đoàn xe tăng (24)
    - Pháo binh: 1 sư đoàn (65) và 1 trung đoàn pháo binh hạng nặng (507); 3 trung đoàn pháo binh nhẹ (72, 154 và 731)
    - Phòng không: 2 trung đoàn (259 và 277).

  - Quân đoàn bộ binh 29 của tướng Erich Brandenberger, binh lực gồm có:
    - Bộ binh: 4 sư đoàn (9, 17, 97, 335)
    - Pháo binh: 1 sư đoàn pháo binh nặng (777), 1 sư đoàn (140) và 3 trung đoàn pháo binh nhẹ (40, 844, 737); 1 trung đoàn chống tăng (721)
    - Phòng không: 1 trung đoàn (243)
    - Không quân: Sư đoàn đổ bộ đường không 15
- Tập đoàn quân 17 do Thượng tướng Công binh Erwin Jaenecke làm Tư lệnh, các Đại tá Helmuth Voelter, Thiếu tướng Harald Freiherr von Elverfeldt, Thiếu tướng Wolfdietrich Ritter von Xylander lần lượt làm Tham mưu trưởng, trong biên chế có:
  - Quân đoàn bộ binh 44 của tướng Friedrich Köchling, binh lực gồm có:
    - Bộ binh: 2 sư đoàn Đức (98 và 125); 3 sư đoàn Romania (3, 10, 24)
    - Kỵ binh: 1 sư đoàn Đức (4), 1 sư đoàn Romania (4)
    - Pháo binh: sư đoàn pháo binh nặng 732 (thiếu), 1 trung đoàn pháo binh nhẹ (792), 2 sư đoàn pháo bờ biển 148 và 707
    - Phòng không: 1 trung đoàn (249)

  - Quân đoàn bộ binh 49 của tướng Rudolf Konrad, binh lực gồm có:
    - Bộ binh: 3 sư đoàn (46, 50, 99)
    - Kỵ binh: 2 sư đoàn (1, 4)
    - Pháo binh: trung đoàn 4 pháo binh nhẹ
    - Pháo binh: 2 sư đoàn pháo binh nặng 154 và 607; trung đoàn pháo binh nhẹ 60.
    - Phòng không: Trung đoàn phòng không 144.

  - Quân đoàn bộ binh 5 của tướng Karl Allmendinger, binh lực gồm có:
    - Bộ binh: 1 sư đoàn (73)
    - Bộ binh sơn chiến: 2 sư đoàn Đức (1, 4), 1 sư đoàn Romania (3)
    - Kỵ binh: 1 sư đoàn Romania (6)
    - Pháo binh: 1 trung đoàn pháo binh nặng (II/732); 2 trung đoàn pháo binh nhẹ (42, 634); 2 trung đoàn pháo bờ biển (338, 789)
- Tập đoàn quân không quân 4 do Thống chế Không quân Wolfram von Richthofen làm Tư lệnh, Thiếu tướng Karl-Heinrich Schulz làm Tham mưu trưởng.

#### Kế hoạch

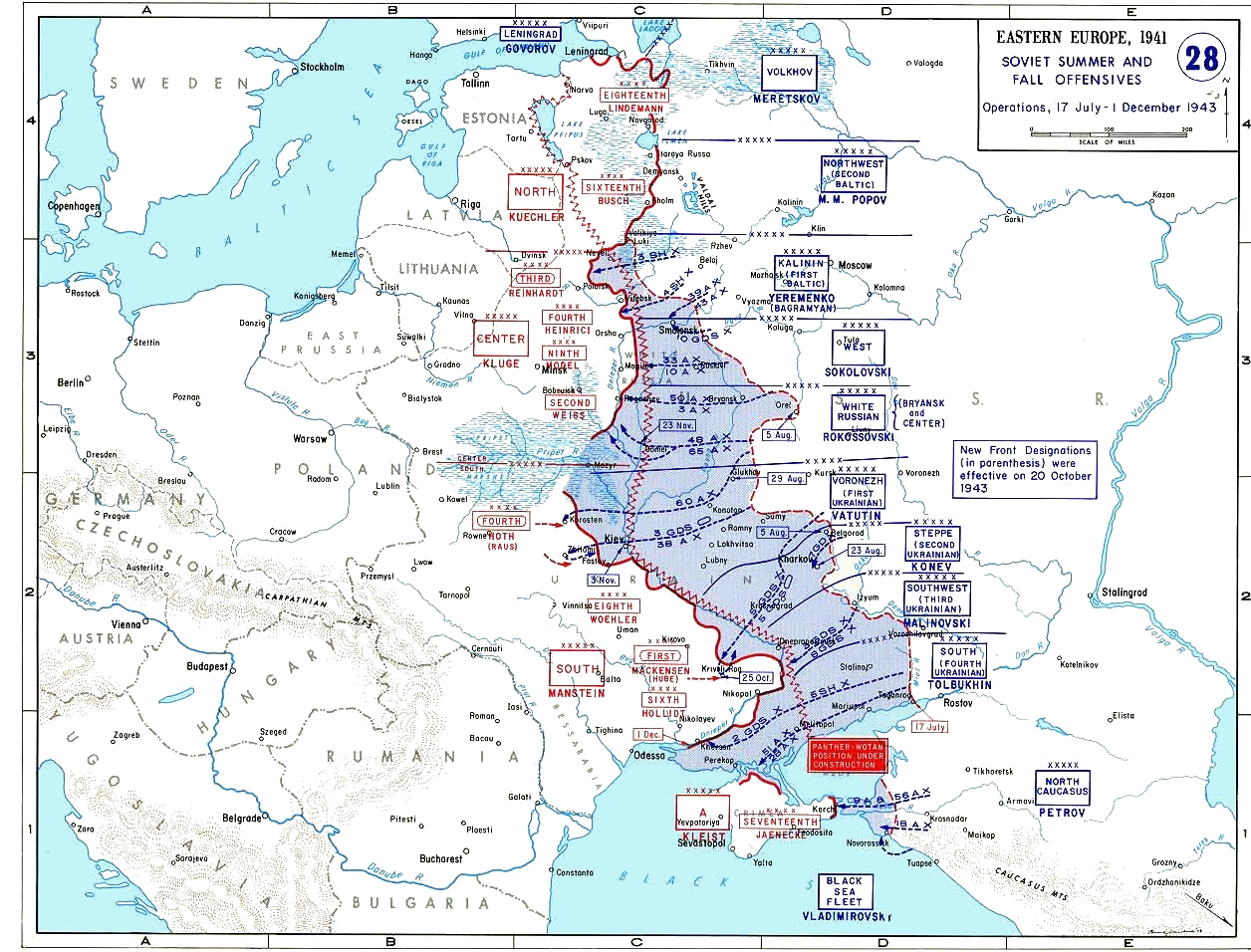
Bản đồ tuyến phòng thủ "Bức tường phía đông" của quân đội Đức Quốc xã năm 1943

Với mục đích xây dựng hệ thống phòng ngự nhằm ngăn chặn đà tiến công của Hồng quân, hệ thống phòng ngự sông Dniepr đã được xây dựng vào ngày 11 tháng 8 năm 1943 với tiến độ rất nhanh chóng. Hàng loạt các công sự kiên cố đã được xây dựng dọc theo bờ Tây sông Dnepr. Tuy nhiên, quân đội Đức Quốc xã vẫn không đủ thời gian để thiết lập các mạng lưới công sự dày đặc và có chiều sâu trên phòng tuyến này trong thời gian quá ngắn. Thay vào đó, binh lực chủ yếu được tập trung tại những vị trí mà quân đội Liên Xô có thể sẽ dùng để vượt sông Dniepr như các vị trí gần Kremenchuk, Kanev, Cherkasy, Zaporozhye, và Nikopol. Bản thân thành phố Kiev nằm trên cả hai bờ sông Dniepr cũng được tổ chức thành một cụm cứ điểm phòng thủ mạnh. Trên phòng tuyến sông Dniepr, quân đội Đức Quốc xã vẫn sử dụng chiến thuật "bức tường thép" bằng xe tăng như đã áp dụng trong cuộc phòng ngự tại Rostov và sông Mius. Hệ thống phòng ngự sông Dniepr nối liền với tuyến phòng ngự sông Mius ở phía nam và tuyến phòng ngự sông Berezina ở phái Bắc, kéo dài từ Narva trên bờ biển Baltic đến Melitopol trên bờ Biển Đen tạo thành một tuyến phòng thủ liên tục được Adolf Hitler đặt tên là Bức tường phía đông. Nhằm ngăn chặn tối đa tốc độ tấn công của quân đội Liên Xô, quân đội Đức Quốc xã và các lực lượng SS còn nhận được lệnh phá hủy toàn bộ mọi phương tiện và lương thực có thể được quân đội Liên Xô sử dụng tại những vùng đất mà họ rời bỏ, tạo ra một sa mạc. Các cây cầu qua sông Dniepr luôn được đặt trong tình trạng có thể cho phá nổ bất cứ lúc nào.
Cuộc họp giữa Hitler và các tướng lĩnh cao cấp Đức Quốc xã tại Kenigsberg ngày 15 tháng 8 năm 1943 diễn ra căng thẳng. Ý đồ rút về tuyến sông Dniepr để phòng thủ ban đầu không được Hitler chấp nhận, đơn giản là vì người Đức không quen với việc phải rút lui. Đến khi khi thống chế Erich von Manstein chứng minh rằng với binh lực hiện có thì ngay cả việc phòng thủ tại chỗ cũng đã là không thể, chưa nói đến phòng ngự cơ động và phản kích thì Hitler mới chịu nhượng bộ. Hitler cũng không đồng ý với kế hoạch phòng thủ thụ động của Bộ Tổng tham mưu Đức đưa ra mà yêu cầu phải liên tục phản đột kích và các cánh quân chủ lực của quân đội Liên Xô. Ngày 27 tháng 8, Hitler rời Tổng hành dinh ở Đông Phổ bay đến Vinitsa để gặp thống chế Manstein. Tại đây, Manstein đã đặt ra cho Hitler một sự lựa chọn rất rõ ràng: hoặc là tăng viện cho Cụm tập đoàn quân Nam ít nhất là 12 sư đoàn, đồng thời thay thế những trung đoàn bị suy yếu bằng các trung đoàn mới điều đến từ các khu vực khác còn đang yên tĩnh trên mặt trận phía đông, hoặc là bỏ Donbas để giải thoát cho các lực lượng chủ yếu của Cụm tập đoàn quân. Hitler hứa sẽ tăng viện nhưng đã không thể thực hiện được lời hứa đó. Các cuộc tấn công của Phương diện quân Bryansk vào Tập đoàn quân xe tăng 2 (Đức) và cuộc tấn công của quân đội Liên Xô vào Smolensk đã làm cho thống chế Günther von Kluge ngay trong ngày 28 tháng 8 buộc phải báo cáo với Hitler rằng không thể điều đi bất kỳ một sư đoàn nào tại cụm tập đoàn quân này. Cụm tập đoàn quân Bắc cũng không thể cho bớt di dù chỉ một sư đoàn. Erich von Manstein viết:
"Từ tình hình này, tôi kết luận rằng chúng ta không thể giữ được Donbass nếu không có sẵn trong tay những lực lượng dự bị. Hơn thế nữa, một hiểm họa đang treo trên đầu cánh Nam của Cụm tập đoàn quân nếu như ở sườn phía bắc, Tập đoàn quân xe tăng 4 và Tập đoàn quân 8 không chịu nổi các đòn tấn công của đối phương trên hướng chung đến sông Dniepr"

## Diễn biến chiến dịch

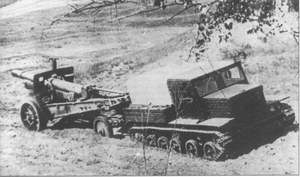
Pháo binh Liên Xô vào trận địa

### Giai đoạn đầu
Mặc dù chiếm ưu thế về quân số và phương tiện nhưng cuộc tổng tấn công của quân đội Liên Xô trên 1.400 km tổng độ dài mặt trận từ Nam Smolensk đến Taganrog lại khởi đầu chậm chạp và khó khăn, quân đội Đức Quốc xã đã biến các thành phố, thị xã, thị trấn và làng mạc ở Đông Ukraina thành các cụm cứ điểm phòng ngự mạnh. Ngay cả khi rút những lực lượng cơ bản của mình về phía sau, Bộ tư lệnh Cụm tập đoàn quân Nam (Đức) vẫn yêu cầu mỗi sư đoàn, quân đoàn đều phải để lại những đội quân cản hậu, phục kích để ngăn chặn đà tiến công của đối phương. Tuy nhiên, chỉ sau ba tuần đầu tiên, trên không gian tương đối bằng phẳng của vùng tả ngạn sông Dniepr, các binh đoàn xung kích của quân đội Liên Xô đã tiến về phía tây từ 100 đến hơn 200 cây số. Trên hai hướng Kiev và hạ lưu sông Dniepr, các cuộc tấn công của các phương diện quân Belorussia, Ukraina 3 và 4 đã đạt đến chiều sâu chiến thuật trên 300 km. Một loạt các chiến dịch nhánh được mở trên các hướng tấn công chính. Các trận đánh lớn mở đầu chiến dịch đã được quân đội Liên Xô triển khai trên các hướng Chernigov-Poltava và Chernigov-Pripyat, nơi cách đó hai tháng còn là các căn cứ hậu cần của quân Đức cho trận Kursk.

#### Chernigov-Poltava
Cuộc tấn công của các phương diện quân Liên Xô trên hướng này đã gặp phải sức chống trả mạnh mẽ của 4 tập đoàn quân xe tăng và 3 tập đoàn quân bộ binh Đức. Phương diện quân Voronezh và Phương diện quân Thảo nguyên phải mất 20 ngày đầu của cuộc tấn công để đẩy lùi các quân đoàn xe tăng 3, 24 và 48 (Đức) ra khỏi các bàn đạp tấn công được tạo thành sau Chiến dịch Belgorod-Kharkov. Tập đoàn quân cận vệ 7 bị chặn lại trước cửa ngõ Merefa phía nam Kharkov và phải đến ngày 5 tháng 9 mới chiếm được đầu mối đường sắt quan trọng này. Tập đoàn quân xe tăng cận vệ 5 và Tập đoàn quân 53 phải mất một tuần mới chiếm được Liubotyn, mở đường tiến ra Poltava. Ở phía nam, các tập đoàn quân 6, 46 và cận vệ 1 (Liên Xô) cũng tiến lên rất chậm chạp trước các đoàn phản kích liên tục của Quân đoàn bộ binh 42 và Quân đoàn xe tăng 57 (Đức).
Ngày 6 tháng 9, Bộ Tổng tư lệnh quân đội Liên Xô ra Chỉ thị 12 xác định lại hướng tấn công chính của các phương diện quân. Theo đó, Phương diện quân Voronezh chuyển mục tiêu từ hướng Poltava sang hướng Kiev, Phương diện quân Thảo nguyên sau khi giải quyết xong mục tiêu Poltava tiếp tục tấn công hướng đến Kremenchuk. Các tập đoàn quân cánh phải của Phương diện quân tây nam nhằm hướng Dniepropetrovsk. Các tập đoàn quân cánh trái của Phương diện quân Trung tâm phối hợp với cánh phải của Phương diện quân Voronezh tấn công Kiev. Tuy nhiên, ngay tại thời điểm ngày 6 tháng 9, các tập đoàn quân 60 và 40 đã tiến xa lên phía trước vẫn còn cách Kiev từ 150 đến 180 km. Trong khi đó, cánh quân xe tăng mạnh nhất của Cụm tập đoàn quân Nam (Đức) vẫn đang phòng thủ quyết liệt phía trước Poltava và đe dọa đánh vào sườn phía nam Phương diện quân Voronezh. Chỉ đến ngày 16 tháng 9, khi Quân đoàn xe tăng 24 (Đức) bị đánh bật khỏi bàn đạp ở thượng nguồn sông Vorsla và Quân đoàn xe tăng 3 bị đẩy khỏi các tuyến có lợi ở Valky, các phương diện quân Voronezh và Thảo nguyên mới có thể tổ chức các đòn đánh vu hồi vào Poltava.
Ngày 17 tháng 9, các tập đoàn quân cận vệ 4, 6 và tập đoàn quân 27 tổ chức đột phá phòng tuyến của Quân đoàn xe tăng 24 (Đức), đánh chiếm Shyshaky, Myrgorod, Romodan và Khorol, cắt đứt con đường sắt Kiev - Poltava. Tướng Hermann Hoth kéo Quân đoàn bộ binh 52 từ khu vực Gadiach về tổ chức phòng ngự dọc theo đường bộ Poltava - Romodal. Quân đoàn xe tăng 24 của tướng Walther Nehring cũng rút về tuyến này, phối hợp với Sư đoàn xe tăng 19 và Sư đoàn cơ giới "Großdeutschland" của Quân đoàn xe tăng 48 tổ chức phòng thủ ở ngoại vi tây bắc Poltava. Ngày 18 tháng 9, các tập đoàn quân cận vệ 5, 7 và tập đoàn quân 57 đột phá tuyến phòng thủ của Quân đoàn xe tăng 3 và các quân đoàn bộ binh 11, 42 (Đức), lần lượt đánh chiếm Valky, Krasnograd, tạo thành gọng kìm uy hiếp phía nam Poltava. Trong các ngày 20 và 21 tháng 9, các trận đánh đẫm máu diễn ra trên đường phố Poltava. Ngày 22 tháng 9, tướng Hermann Hoth ra lệnh bỏ Poltava, rút về Kremenchuk. Ngày 23 tháng 9, Tập đoàn quân cận vệ 5 (Liên Xô) đã hoàn toàn làm chủ Poltava.

#### Chernigov-Pripyat

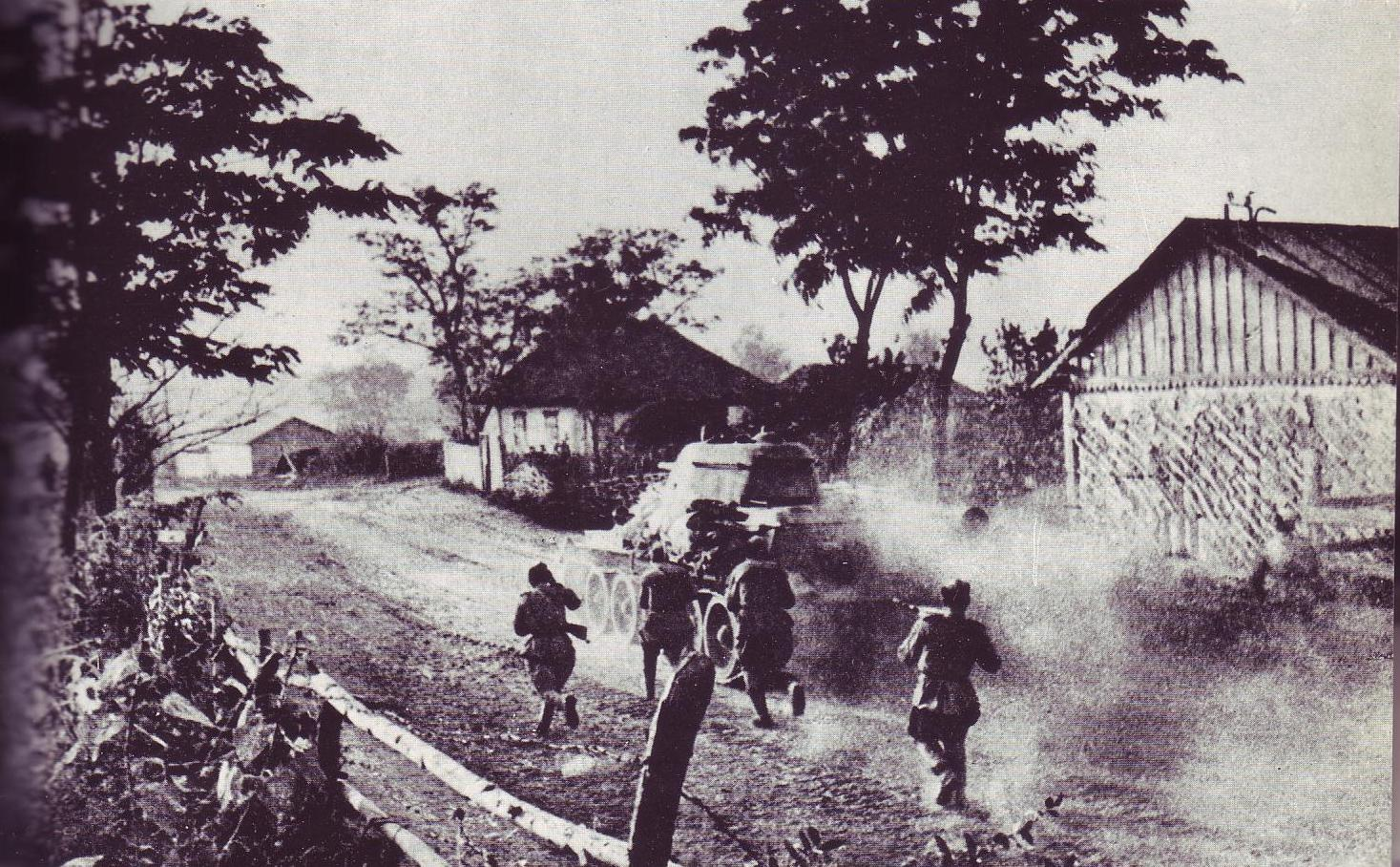
Quân đội Liên Xô tấn công quân Đức tại Ukraina, mùa hè năm 1943

Sáng 26 tháng 8, Các tập đoàn quân 48, 60 và 65 (Liên Xô) mở cuộc tấn công vào Quân đoàn 20 thuộc Tập đoàn quân 2 (Đức); đánh chiếm Sevsk và Rylsk ngày 27 tháng 8, mở rộng cửa đột phá lên khoảng 100 km, sâu hơn 60 km. Ngày 28 tháng 8, Tập đoàn quân xe tăng 2 được tung vào cửa đột phá nhưng phải đến ngày 31 tháng 8, ba tập đoàn quân 60, 65 và xe tăng 2 mới tiến lên được từ 45 đến 60 km, đánh chiếm các thị trấn Glukhov và Khutor Mikhailovsky. Ở phía nam, Tập đoàn quân cận vệ 4 (Liên Xô) phải rất vất vả mới chặn được các cuộc phản kích của Quân đoàn xe tăng 24 (Đức), đến cuối ngày 30 tháng 9 mới chiếm được Kotelva, đẩy lùi Quân đoàn xe tăng 24 (Đức) khỏi "chỗ lồi" Zenkov. Phương diện quân Thảo nguyên cũng phải khắc phục từng km đường trong tuần đầu tiên trước sức chống trả kịch liệt của Tập đoàn quân 8 (Đức) trên tuyến Valky, Merefa, Zmyev.
Ngày 3 tháng 9, Phương diện quân của Rokossovsky tiếp tục tấn công trên toàn tuyến mặt trận. Tập đoàn quân 48 tiến ra bờ sông Desna ngày 10 tháng 9 nhưng không đủ lực lượng và phương tiện để vượt sông, phải dừng lại. Tập đoàn quân 65 đánh chiếm Shostka và phát triển đến Novgorod Seversky trên bờ sông Desna, cắt đứt con đường sắt từ Unecha ở phía bắc xuống Vorozhba và Sumy ở phía nam và đi Konotop ở tây nam. Tập đoàn quân 13 được đưa từ tuyến dự bị vào khu vực Krolevets và mở cuộc tấn công vượt sông Seym tiến ra phía đông Chernigov. Tập đoàn quân 60 thu được kết quả lớn nhất, tấn công liền một mạch hơn 200 km trong 10 ngày, lần lượt đánh chiếm Putivl ngày 4 tháng 9, chiếm Konotop ngày 6 tháng 9, chiếm Bakhmach ngày 9 tháng 9 và Nezhin ngày 15 tháng 9. Tại Phương diện quân Voronezh, các tập đoàn quân 27 và 47 đã chọc thủng tuyến phòng thủ của Quân đoàn xe tăng 24 (Đức) nhưng vẫn chỉ tiến lên được 25 km sau một tuần. Các tập đoàn quân 38 và 40 đã mở được đột phá khẩu rộng hơn 50 km phía trước Sumy và Lebedyn. Tập đoàn quân 38 đánh chiếm Shtepovka, áp sát Romny; Tập đoàn quân 40 tiến xa hơn, lần lượt đánh chiếm Gadyach và Lokhvitsa, cắt đứt đường sắt Romny - Romadan, tạo thành gọng kìm thứ hai ở phía nam các quân đoàn 7 và 13 (Đức) đang phòng thủ trong khu vực Vorozhba. Trước nguy cơ bị hợp vây, tướng Dietrich von Saucken buộc phải cho các quân đoàn bộ binh 7 và 13 rút về phía sau.
Trên cánh Bắc, Tập đoàn quân 61 (Liên Xô) được đưa vào chỗ tiếp giáp giữa Tập đoàn quân 13 và Tập đoàn quân 65 đã mở cuộc đột kích vào Chernigov. Phối hợp với Phương diện quân Trung tâm, Phương diện quân Bryansk sử dụng Tập đoàn quân 63 tấn công song song với sườn phải Tập đoàn quân 48 (Phương diện quân Trung tâm). Ngày 10 tháng 9, Quân đoàn kỵ binh cận vệ 2 "mượn" dải tấn công của Tập đoàn quân 50 (Phương diện quân Tây) mở mũi đột kích táo bạo từ Dubrovka theo dọc sông Desna đánh thốc vào sườn trái Tập đoàn quân xe tăng 2 (Đức) ở khu vực Bryansk. Ngày 13 tháng 9, Quân đoàn kỵ binh cận vệ 2 chiếm Zhukovka, phía tây Bryansk 50 km, ngày 14 tháng 9, các tập đoàn quân 3 và 11 đồng loạt tấn công phá vỡ phòng tuyến Hagen, buộc Tập đoàn quân xe tăng 2 (Đức) phải rút lui. Ngày 17 tháng 7, Tập đoàn quân 11 (Liên Xô) đánh chiếm Bryansk. Trong tuần thứ tư của chiến dịch, các tập đoàn quân 65 và 48 cũng vượt sông Desna tấn công về phía tây, tiến thêm từ 80 đến 120 km, đánh chiếm vùng tả ngạn sông Snots, bao vây Chernigov từ phía bắc. Tập đoàn quân 13 đã tiến đến bờ Đông sông Desna, bao vây Chernigov từ phía nam. Ngày 21 tháng 9, Tập đoàn quân 13 đánh chiếm Chernigov. Tuy nhiên, giai đoạn khốc liệt nhất của chiến dịch vẫn còn ở phía trước.

#### Taganrog
Gần như cùng lúc với các hoạt động của các phương diện quân Trung tâm và Voronezh, các phương diện quân tây nam và Nam cũng bắt đầu "cuộc chạy đua đến sông Dniepr". Ngày 28 tháng 8, Phương diện quân Nam (Liên Xô) sử dụng các tập đoàn quân cận vệ 2, 28 và 44 phối hợp với phân hạm đội Azov mở chiến dịch Taganrog, phá vỡ phòng tuyến sông Mius của Quân đoàn bộ binh 29 (Đức) thuộc Tập đoàn quân 6 (tái lập). Ở sườn trái, Tập đoàn quân 44 được tăng cường quân đoàn kỵ binh cận vệ 4 tiến đánh vây bọc thành phố từ phía bắc và tây bắc. Các lữ đoàn hải quân đánh bộ của Phân hạm đội Azov đổ bộ lên phía nam thành phố. Ngày 30 tháng 8, Quân đoàn kỵ binh cận vệ 4 đánh chiếm Taganrog. Trước đó một ngày, Tập đoàn quân cận vệ 2 từ bàn đạp Kuteynikovo - Amvrosyevka mở cuộc tấn công hướng về bờ biển Azov, phía tây Taganrog khoảng 50 km, hình thành thế vây bọc toàn bộ Quân đoàn bộ binh 29 (Đức). Ở cánh giữa Tập đoàn quân 28 đánh chiếm thị trấn Latonovo, chia cắt chính diện Quân đoàn bộ binh 29. Chỉ có sư đoàn bộ binh 97 và sư đoàn đổ bộ đường không 5 (Đức) nhanh chân chạy thoát về Melitopol khi vòng vây của Tập đoàn quân cận vệ 2 chưa khép chặt. Khu vực Taganrog trở thành bàn đạp quân sự quan trọng để Phương diện quân Nam (Liên Xô) mở chiến dịch Melitopol trong một hoạt động phối hợp với các phương diện quân Thảo Nguyên và tây nam thực hiện các chiến dịch Nizhni Dnieprovsk và Donbas.

#### Donbass

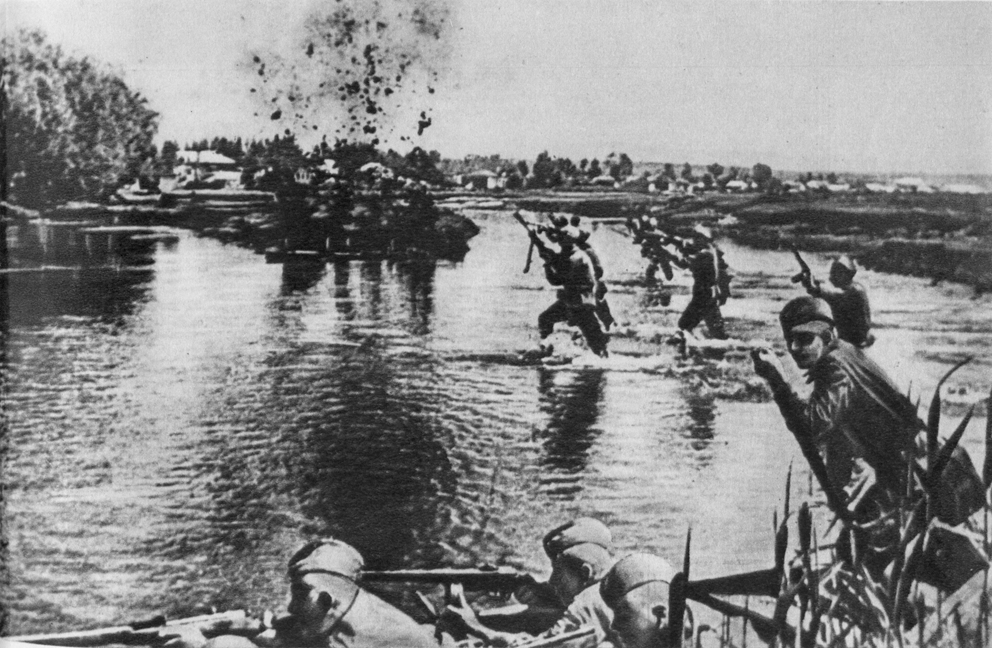
Quân đội Liên Xô tấn công vượt sông Donyets, mùa hè năm 1943

Ngày 13 tháng 8, Phương diện quân tây nam và cánh trái của Phương diện quân Thảo nguyên bắt đầu mở chiến dịch Donbas. Các tập đoàn quân 6 và 12 được tăng cường Quân đoàn xe tăng 23 và Quân đoàn cơ giới cận vệ 1 đã mở cuộc đột kích từ Izyum vượt sông Bắc Donets tấn công Barvenkovo. Ngày 14 tháng 8, tướng Eberhard von Mackense sử dụng các sư đoàn bộ binh 15 và 297 kiềm chế tập đoàn quân 6 (Liên Xô) tại phía trước Izyum; huy động hầu hết Quân đoàn xe tăng 57 gồm các sư đoàn xe tăng 9, 23 cùng các sư đoàn bộ binh 62 và 198 phản đột kích vào sườn phải Quân đoàn cơ giới cận vệ 1 (Liên Xô) làm cho quân đoàn này bị thiệt hại nặng. Tướng R. Ya. Malinovsky hạ lệnh ngừng tấn công trên hướng Barvenkovo, rút Quân đoàn xe tăng 23 và Quân đoàn cơ giới cận vệ 1 ra và chuyển giao cho Tập đoàn quân cận vệ 3. Ngày 25 tháng 8, Tập đoàn quân cận vệ 3 mở cuộc tấn công rất mạnh từ Lisychansk vào Artemovsk và đánh chiếm thị trấn này ngay trong buổi sáng. Cánh phải của tập đoàn quân mở hướng tấn công mới sang Konstantinovka và Slavyansk, cánh trái phối hợp với tập đoàn quân 51 (Phương diện quân Nam) từ Voroshilovgrad tấn công Gorlovka. Cùng thời điểm, Tập đoàn quân 6 và tập đoàn quân 12 mở lại cuộc công kích vào Barvenkovo. Bị đòn đột kích bất ngờ từ phía sau lưng, các cuộc phản kích của Tập đoàn quân xe tăng 1 (Đức) tại Konstantinovka, Barvenkovo, Gorlovka và Slavyansk đều tiến hành rời rạc khi các đơn vị xe tăng chủ lực đã bị chia cắt. Quân đội Liên Xô đánh chiếm Gorlovka, Barvenkovo và Konstantinovka ngày 4 tháng 9. Ngày 8 tháng 9, đến lượt Stalino và Slavyansk bị quân đội Liên Xô thu hồi. Ở Phương diện quân Nam, lợi dụng bàn đạp Taganrog vừa được các tập đoàn quân cận vệ 2, 28 và 4 mở ra ngày 30 tháng 8, Tập đoàn quân xung kích 5 đã mở cuộc đột kích đánh chiếm Amvrosyevka ngày 1 tháng 9. Tập đoàn quân cận vệ 2 và Tập đoàn quân 28 được tăng viện Quân đoàn xe tăng 20 mở cuộc tấn công sang phía tây, đánh chiếm Vonovakha ngày 10 tháng 9, tiếp tục vượt sông Kolmyus truy kích quân Đức đến Gulyaypole - Urzuf. Ngày 22 tháng 9, toàn bộ Phương diện quân Nam đã tiến đến sông Molochnaya, nơi Tập đoàn quân 6 (Đức) đã thiết lập một tuyến phòng ngự mới tương tự như "Phòng tuyến xanh" trên sông Mius. Trong một tháng từ ngày 13 tháng 8 đến 22 tháng 9, các phương diện quân tây nam và Nam đã tiến về phía tây từ 250 đến 300 km trên chính diện rộng hơn 400 km, thu hồi 41 thành phố, thị xã, thị trấn, tốc độ tấn công đạt 10 đến 15 km/ngày đối với xe tăng - cơ giới và từ 7 đến 8 km/ngày đối với bộ binh. Trong số 1.011.900 quân tham gia chiến dịch, quân đội Liên Xô mất 66.116 sĩ quan và binh sĩ tử trận (chiếm 6,5% tổng quân số), 207.356 người bị thương.

### Giai đoạn sau

#### Poltava - Kremenchuk

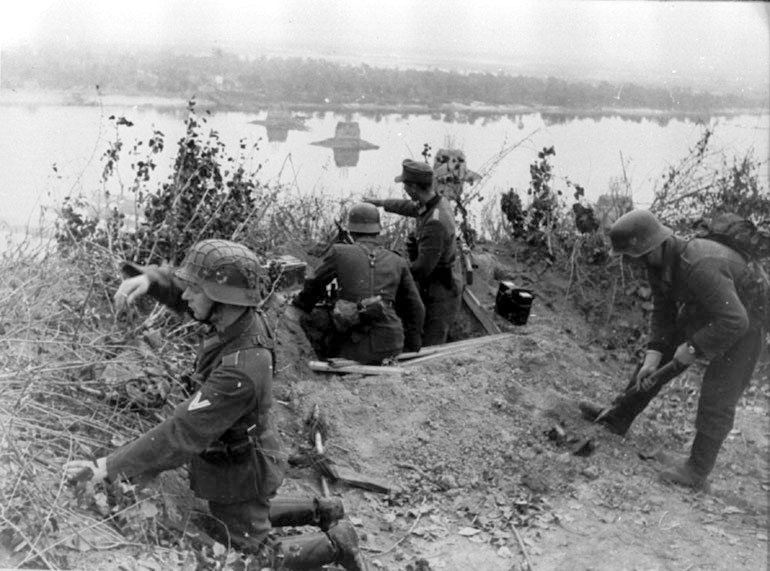
Quân đội Đức Quốc xã bố trí trận địa hỏa lực trên bờ Tây sông Dniepr

Sau gần một tháng tấn công liên tục và đặc biệt là sau các trận đánh đẫm máu ở Merefa, Valky và nội đô Poltava, Phương diện quân Thảo nguyên phải dừng lại 3 ngày để củng cố bổ sung binh lực và phương tiện. Ba ngày quý báu đó đã được tướng Werner Kempf triệt để tận dụng để rút các lực lượng cơ bản về bờ Tây sông Dniepr qua ngả Kremenchuk và chiếm giữ đầu cầu bên tả ngạn. Phải mất hai ngày đột phá quyết liệt, Tập đoàn quân cận vệ 5 và Tập đoàn quân 53 mới thủ tiêu được căn cứ bàn đạp của quân Đức tại Kremenchuk, đánh chiếm thành phố ngày 30 tháng 9. Tuy nhiên, hai cây cầu đường sắt và đường bộ qua sông đã bị quân Đức đánh sập.
Ngày 20 tháng 9, các tập đoàn quân cận vệ 4 và 52 xuất phát từ tuyến sông Vorskla, vượt sông Psyol ở phía nam Khorol, đánh chiếm các vị trí dọc bờ Đông sông Dniepr từ Gradizhsk đến Cherkassy. Các tập đoàn quân xe tăng cận vệ 5, 53 và 69 xuất phát từ Poltava tấn công dọc theo con đường sắt Poltava đi Kremenchuk. Tại Phương diện quân tây nam, Tập đoàn quân 37 được điều động từ lực lượng dự bị đã đánh chiếm Petrovolochnaya (Pereschepyne) ngày 30 tháng 9, đã hai lần tấn công sang bờ Tây sông Dniepr nhằm đánh chiếm một đầu cầu song không thành công. Tập đoàn quân cận vệ 7 chiếm vị trí đối diện với thị trấn Verkhne Dnieprovskoye. Tập đoàn quân 57 cũng tiến ra bờ sông đối diện với thị trấn Dnieprodzgherzinsk. Tập đoàn quân 46 sau khi đánh chiếm thành phố Novomoskovsk đã áp sát thành phố Dniepropetrovsk. Đến ngày 26 tháng 9, trừ tập đoàn quân 6 còn giữ được tuyến sông Molochnaya, toàn bộ Cụm tập đoàn quân Nam (Đức) đã rút sang hữu ngạn sông Dniepr và phá hủy tất cả các cầu qua sông; hàng chục tàu kéo và phà vượt sông cũng bị quân Đức đánh đắm giữa dòng. Ba phương diện quân Trung tâm, Voronezh và tây nam (Liên Xô) đã đồng loạt áp sát bờ đông sông Dniepr, trên chiều dài 750 km từ Gomel đến Zhaporozhe. Phương diện quân Nam vẫn đang dừng lại trước tuyến sông Molochnaya. Quân đội Liên Xô đã đánh chiếm 23 điểm đầu cầu trên bờ tả ngạn và chuẩn bị vượt sông Dniepr bằng tất cả các phương tiện sẵn có: cầu phao, phà dã chiến, bè, mảng, thuyền đánh cá, phao cá nhân tự tạo... Ngày 22 tháng 9, Các phương diện quân Thảo nguyên, tây nam và Nam (Liên Xô) đồng loạt phát động chiến dịch Nizhni Dnieprovsk.

#### Znamenskaya
Khúc cong lớn nhô về phía đông của sông Dniepr từ Kremenchuk đến cửa sông là hình thế mặt trận thuận lợi để quân đội Liên Xô có thể thực hiện những đòn đánh vu hồi vào hai bên sườn Tập đoàn quân xe tăng 1 và phần còn lại của Tập đoàn quân 6 (Đức) đang phòng ngự tại bờ Tây. Tuy nhiên, vấn đề là ở chỗ phải vượt được sông Dniepr, con sông lớn thứ ba ở châu Âu cả về chiều rộng và độ sâu (sau các sông Danube và Volga). Trong số 19 tập đoàn quân Liên Xô đã có mặt ở tả ngạn sông Dniepr, có đến 12 tập đoàn quân đã chuẩn bị vượt sông. Từ ngày 22 đến ngày 30 tháng 9, hàng trăm trận đánh vượt sông lớn nhỏ đã được tổ chức trên suốt chiều dài từ Cherkassy đến Voyskovoye song đều không thành công. Thương vong của các tập đoàn quân đều tăng lên. Nhận thấy các trận đánh vượt sông tiến hành phân tán, phần lớn không có pháo binh và không quân hỗ trợ để chế áp hỏa lực của đối phương, các tướng I. S. Koniev và R. Ya. Malinovsky quyết định tạm dừng tất cả các cuộc vượt sông để tổ chức lại chiến dịch.

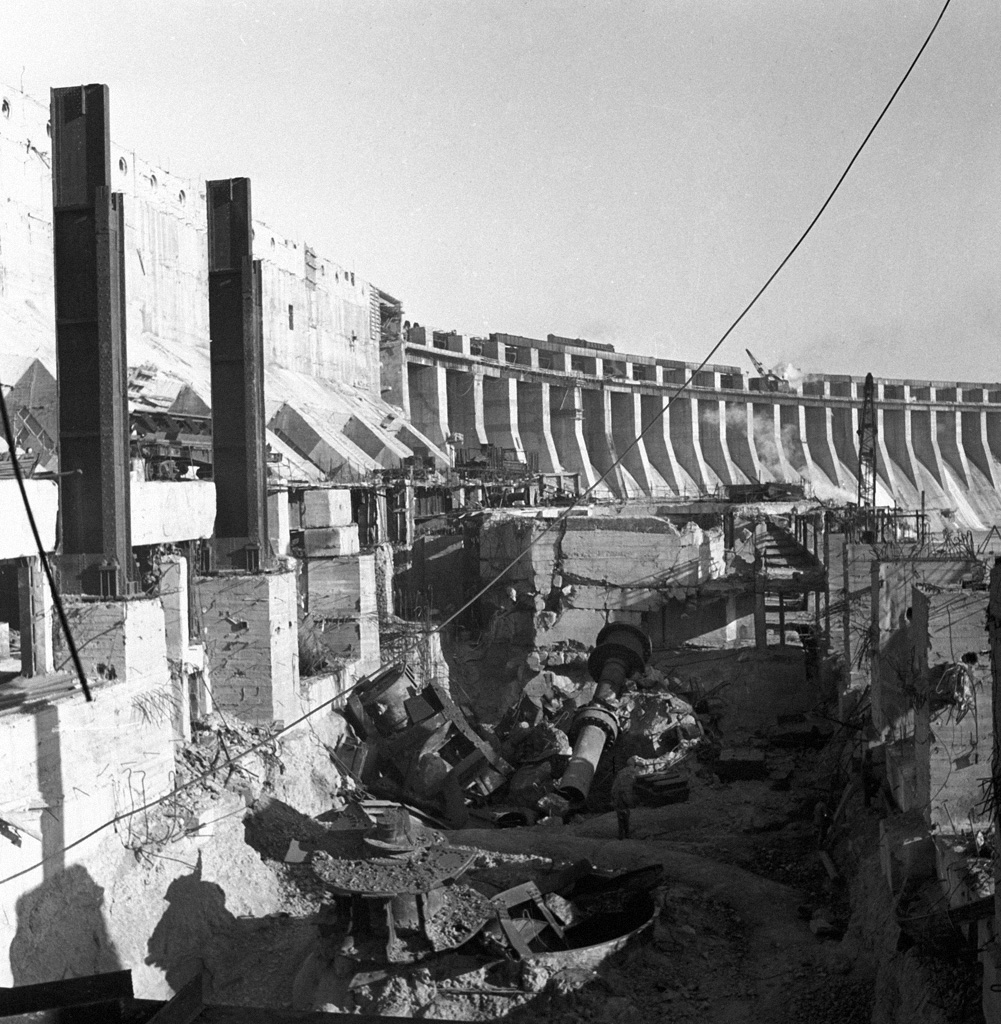
Đập thủy điện trên sông Dniepr bị Quân đội Đức Quốc xã phá hủy, ngày 1 tháng 1 năm 1943

Một hướng tấn công mới đã mở ra cho Phương diện quân Thảo nguyên khi hai tập đoàn quân 37 và 57 đã vượt sông thành công và đánh chiếm một dải bờ sông rộng 30 km, sâu từ 5 đến 10 km trên hữu ngạn Dniepr tại khu vực Kutsevolovka - Annovka ngày 30 tháng 9. Nhận thấy các khu vực đầu cầu từ Cherkassy đến Kremenchuk có bờ Tây cao, dốc đứng, không thuận lợi cho việc đánh chiếm các đầu cầu và đã bị các quân đoàn xe tăng 3, 47 và Quân đoàn bộ binh 11 (Đức) phòng giữ chặt chẽ, ngày 5 tháng 11, tướng I. S. Koniev quyết định điều động Tập đoàn quân cận vệ 5 đến khu vực Kutsevolovka để cùng với các tập đoàn quân cận vệ 7, 37 và 57 tổ chức vượt sông. Tập đoàn quân xe tăng cận vệ 5 cũng được đưa đến khu vực này để chuẩn bị đột kích sau khi đánh chiếm được các đầu cầu. Đoạn sông Dniepr được chọn để vượt qua có chiều rộng lên đến 400 m nhưng độ sâu trung bình chỉ khoảng 3 đến 5 m do nhà máy thủy điện Dniepropetrovsk đã bị phá hỏng, nước sông không còn được tích lại trong hồ chứa. Trên tuyến sông chỉ dài 35 km từ Deryevka đến Verkhner Dnieprovsk có đến 5 tập đoàn quân tấn công vượt sông, mật độ pháo binh và xe tăng đủ chiếm ưu thế để phá vỡ tuyến phòng ngự của Quân đoàn xe tăng 57 và Quân đoàn bộ binh 52 (Đức) trên bờ Tây. Các đơn vị có 10 ngày để chuẩn bị chiến dịch.
7 giờ sáng ngày 15 tháng 10, Các tập đoàn quân cận vệ 5, 37 và 57 đồng loạt phát động tấn công trên toàn chính diện của căn cứ bàn đạp Kutsevolovka. Quân đội Đức Quốc xã lập tức phản ứng. Tập đoàn quân không quân 4 (Đức) tung ra 250 phi vụ cường kích và ném bom, Tập đoàn quân không quân 5 (Liên Xô) xuất kích 570 phi vụ, trong đó có hơn 300 phi vụ cường kích và ném bom. Tuy nhiên, hai quân đoàn Đức đã hoàn toàn bất ngờ trước mật độ tấn công dày đặc của Phương diện quân Thảo nguyên. Ngày 16 tháng 10, các tập đoàn quân bộ binh đã đột phá sâu đến 25 km, đánh chiếm Katerinovka và Lykhovka. Cuộc phản kích yếu ớt của Quân đoàn bộ binh 52 (Đức) vào tập đoàn quân 57 nhanh chóng bị đẩy lùi. Ngày 17 tháng 10, Tập đoàn quân xe tăng cận vệ 5 và Tập đoàn quân cận vệ 7 được đưa vào chiến đấu. Chỉ trong một tuần tiếp theo, 5 tập đoàn quân Liên Xô đã tỏa ra hai bên sườn, lần lượt đánh chiếm Verkhovtsevo, Shoroke, Piatikhatka, Aleksandrya và Novy Annovka, uy hiếp Krivoy Rog từ phía bắc.

#### Dniepropetrovsk

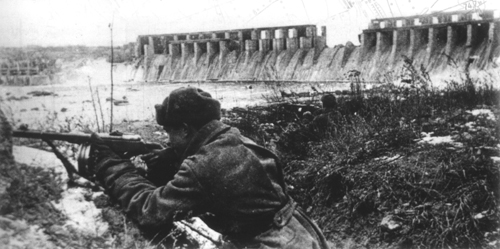
Quân Liên Xô chiến đấu bên bờ đập thủy điện Zaporizh-Dniepropetrovsk, năm 1943

Trên sườn phải của Phương diện quân tây nam, Tập đoàn quân quân 46 đã vượt sông chiếm được một bàn đạp nhỏ ở làng Aulya (Auly); ở sườn trái, Tập đoàn quân cận vệ 8 cũng được điều từ khu vực Zaporozhe lên phía bắc, vượt sông Dniepr và đánh chiếm bàn đạp Voiskovye. Từ hai đầu cầu này, ngày 25 tháng 10, tướng R. Ya. Malinovsky tung các tập đoàn quân 6 và 48 tiếp tục vượt sông, đánh chiếm thành phố Dniepropetrovsk và các thị trấn Krinichky, Pavlovka, Solene và đến ngày 30 tháng 10 đã tiến ra tuyến Malosofyevka - Mikhailovka, che chắn sườn trái cho Phương diện quân Thảo nguyên.
Ngày 14 tháng 11, Tập đoàn quân 12 và Tập đoàn quân cận vệ 3 mở cuộc tấn công căn cứ đầu cầu Zaporozhe do Quân đoàn bộ binh 17 (Đức) đóng giữ. Tập đoàn quân 12 tấn công dọc đường sắt Pavlovgrad - Zaporozhe từ ga Mozhraya (???) đánh xuống, Tập đoàn quân cận vệ 3 vượt sông Orekhov từ phía nam tấn công lên. Ngày 16 tháng 11, Quân đoàn bộ binh 17 (Đức) bị đánh tan, tàn quân rút qua sông Dniepr nhập vào Quân đoàn xe tăng 40. Ngày 20 tháng 11, các tập đoàn quân 6, 48 và cận vệ 8 của Liên Xô mở cuộc tổng công kích, đẩy quân đoàn bộ binh 30 và Quân đoàn xe tăng 40 của Tập đoàn quân xe tăng 1 Đức lùi sâu thêm từ 20 đến 50 km về phía nam đến tuyến Novo Nikolayevka - Chumaky - Marganets - Vasilovka.

#### Melitopol

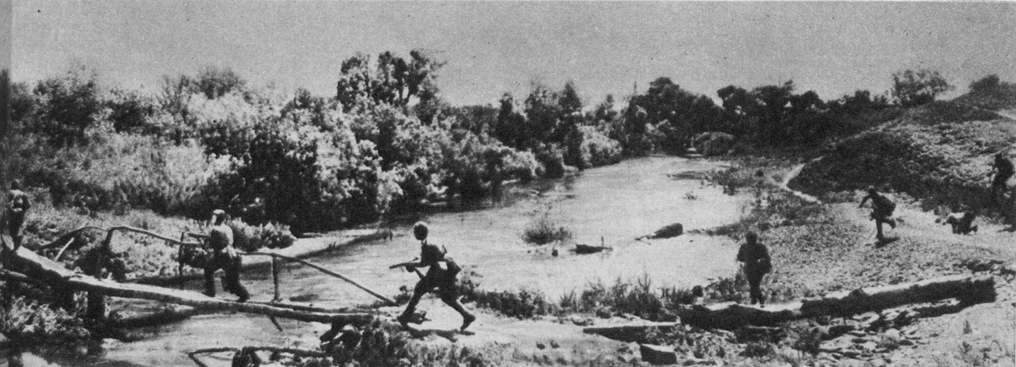
Quân dội Liên Xô tấn công vượt sông Mius, mùa hè năm 1943

Chiến dịch Melitopol là chiến dịch nhánh ở cánh cực nam của mặt trận Xô-Đức, khởi sự ngày 26 tháng 9 khi toàn bộ Phương diện quân Nam (Liên Xô) gồm các tập đoàn quân xung kích 5, cận vệ 2, 28, 44 và 51 đồng loạt mở cuộc tấn công vượt sông Molochnaya. Sau trận pháo kích kéo dài một giờ liền, Tập đoàn quân xung kích 5, cận vệ 2, 44 và 51 lợi dụng đoạn mặt trận không có chướng ngại tự nhiên giữa hạ lưu sông Dniepr và thượng nguồn sông Molochnaya đã ào ạt kéo qua cửa mở Gendelberg (Novogorovka), đánh chiếm Mikhailovka và Veseloye, làm cho toàn bộ sườn trái và sau lưng của Tập đoàn quân 6 (Đức) đang phòng ngự trên tuyến sông Molochnaya bị hở. Ngày 29 tháng 9, tướng Karl-Adolf Hollidt điều Sư đoàn xe tăng 24 phản kích vào sườn trái Tập đoàn quân cận vệ 2, chiếm lại Veseloye. Các quân đoàn bộ binh 4 và 29 vẫn giữ chặt khu phòng thủ Melitopol, kiềm chế tập đoàn quân 28 (Liên Xô) trên tả ngạn tuyến sông Molochnaya. Ở phía nam, Tập đoàn quân 17 (Đức) được lệnh chuyển giao Quân đoàn bộ binh 44 cho Tập đoàn quân 6. Đến ngày 10 tháng 10, Tập đoàn quân 6 (Đức) tạm thời ổn định được trận tuyến và ngăn cản được Tập đoàn quân cận vệ 2 (Liên Xô) ở phía bắc cụm cứ điểm Veseloye.
Ngày 16 tháng 10, tướng F. I. Tolbukhin tập trung 2 lữ đoàn xe tăng, 4 lữ đoàn và 5 trung đoàn cơ giới đang nằm rải rác ở bốn tập đoàn quân thành một cụm xe tăng cơ giới và sử dụng cụm quân này mở cuộc đột kích dọc tả ngạn sông Dniepr. Cánh quân cơ giới phía bắc gồm 1 lữ đoàn xe tăng, 1 lữ đoàn và 3 trung đoàn cơ giới đánh chiếm Kakhovka ngày 18 tháng 10; cánh quân cơ giới phía nam gồm 1 lữ đoàn xe tăng, 3 lữ đoàn và 2 trung đoàn cơ giới đánh chiếm Askanya Nova ngày 19 tháng 10. Tập đoàn quân 6 (Đức) bị thiệt hại nặng nề, trong đó sư đoàn xe tăng 24 chỉ còn lại một trung đoàn cơ giới; chỉ có Quân đoàn bộ binh 29 kịp rút sang hữu ngạn sông Dniepr, đóng giữ Kherson; Quân đoàn bộ binh 44 rút quân trở lại qua eo Perekop sang Krym cố thủ. Ngày 23 tháng 10, Tập đoàn quân 28 đánh bại hoàn toàn Quân đoàn bộ binh 4 (Đức), chiếm Melitopol. Ngày 24 tháng 10, toàn bộ tả ngạn vùng hạ lưu sông Dniepr từ Zhaporozhe đến cửa sông Dniepr đã nằm trong tay Phương diện quân Nam (Liên Xô).

#### Giữa Znamenka và Krivoi Rog

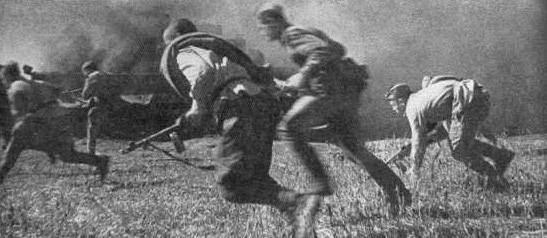
Quân đội Liên Xô tấn công ngay sau khi vượt sông Dniepr

Tiếp tục phát triển thành quả của cuộc cuộc đột kích vượt sông Dniepr, ngày 23 tháng 10, tướng I. S. Koniev dự định huy động toàn bộ Tập đoàn quân xe tăng cận vệ 5 và Tập đoàn quân cận vệ 7 còn đang sung sức mở cuộc đột kích vào Krivoy Rog từ phía bắc. Để yểm hộ sườn phải cho cuộc tấn công, các tập đoàn quân cận vệ 4 và 52 sẽ vượt sông Dniepr tại Cherkassy và Novo Georgiyevsk (???) đánh vào phía sau Quân đoàn xe tăng 47 và Quân đoàn bộ binh 11 (Đức) đang phản kích vào sườn phải các tập đoàn quân cận vệ 5 và 53. Tuy nhiên, I. V. Stalin đã can thiệp. Ông cho rằng cần phải giao cho Tập đoàn quân cận vệ 7, trong đội hình có 1 lữ đoàn xe tăng 3 trung đoàn cơ giới và 1 trung đoàn pháo tự hành phối hợp với Tập đoàn quân 57 cũng có 1 lữ đoàn xe tăng và 2 trung đoàn cơ giới mở thêm chiến dịch đánh chiếm Kirovograd. Tướng I. S. Koniev buộc phải chấp thuận.
Bị xé lẻ đội hình trên hai hướng chiến dịch, Phương diện quân Thảo nguyên (từ ngày 20 tháng 10 là Phương diện quân Ukraina 2) chỉ thu được những kết quả rất hạn chế. Mặc dù sau cuộc vượt sông Dniepr ngày 21 tháng 11, các tập đoàn quân cận vệ 4 và 52 đã phải đánh chiếm Cherkassy rất chật vật và không còn đủ lực lượng để vượt qua Quân đoàn xe tăng 3 (Đức) tại đầu mối đường sắt Smela, đến ngày 14 tháng 12 phải dừng lại phòng ngự. Cuộc tấn công của Tập đoàn quân cận vệ 7 và Tập đoàn quân 57 chỉ đủ sức đánh chiếm các thị xã Aleksandrya và Znamenka. Tập đoàn quân 8 (Đức) sử dụng các quân đoàn xe tăng 3 và 47 phản đột kích vào hai bên sườn các lữ đoàn xe tăng và cơ giới của Tập đoàn quân cận vệ 7 đang phát triển tấn công hướng đến Kirovograd. Quân đoàn xe tăng 47 và Quân đoàn bộ binh 11 (Đức) đã chặn đứng cuộc tấn công trên cánh phải của Phương diện quân Ukraina 2 trên tuyến Elizavetgradka, Mitrofanovka, Vershyno Kamenka và Novo Annovka cách Kirovograd 25 km về phía tây. Thiệt hại nặng nhất là Tập đoàn quân xe tăng cận vệ 5. Vì Tập đoàn quân 37 đã quá suy yếu sau các trận vượt sông nên không còn đủ sức yểm hộ hai bên sườn cho hai quân đoàn xe tăng 18 và 29 nên các quân đoàn này đã tiến thẳng đến Krivoy Rog mà không có bộ binh đi kèm. Để ngăn chặn cuộc tấn công, thống chế Erich von Manstein huy động toàn bộ các sư đoàn xe tăng và bộ binh cơ giới của các quân đoàn xe tăng 40 và 57 phản kích vào Tập đoàn quân xe tăng cận vệ 5 (Liên Xô) đang tiến về Krivoi Rog. Tập đoàn quân xe tăng 1 phải vừa chống trả, vừa lùi lại 10 km nhưng vẫn không đứng vững được và phải rút tiếp 25 km nữa về tuyến sông Ingulech. Hai quân đoàn xe tăng 40 và 57 Đức tiếp tục dùng sức mạnh đột phá nhưng vẫn không vượt được sông Ingulech. Ở cánh Nam, Phương diện quân tây nam không đủ sức tiếp tục tấn công cũng phải chuyển sang phòng ngự.

### Kiev

#### Tại các đầu cầu và bến vượt

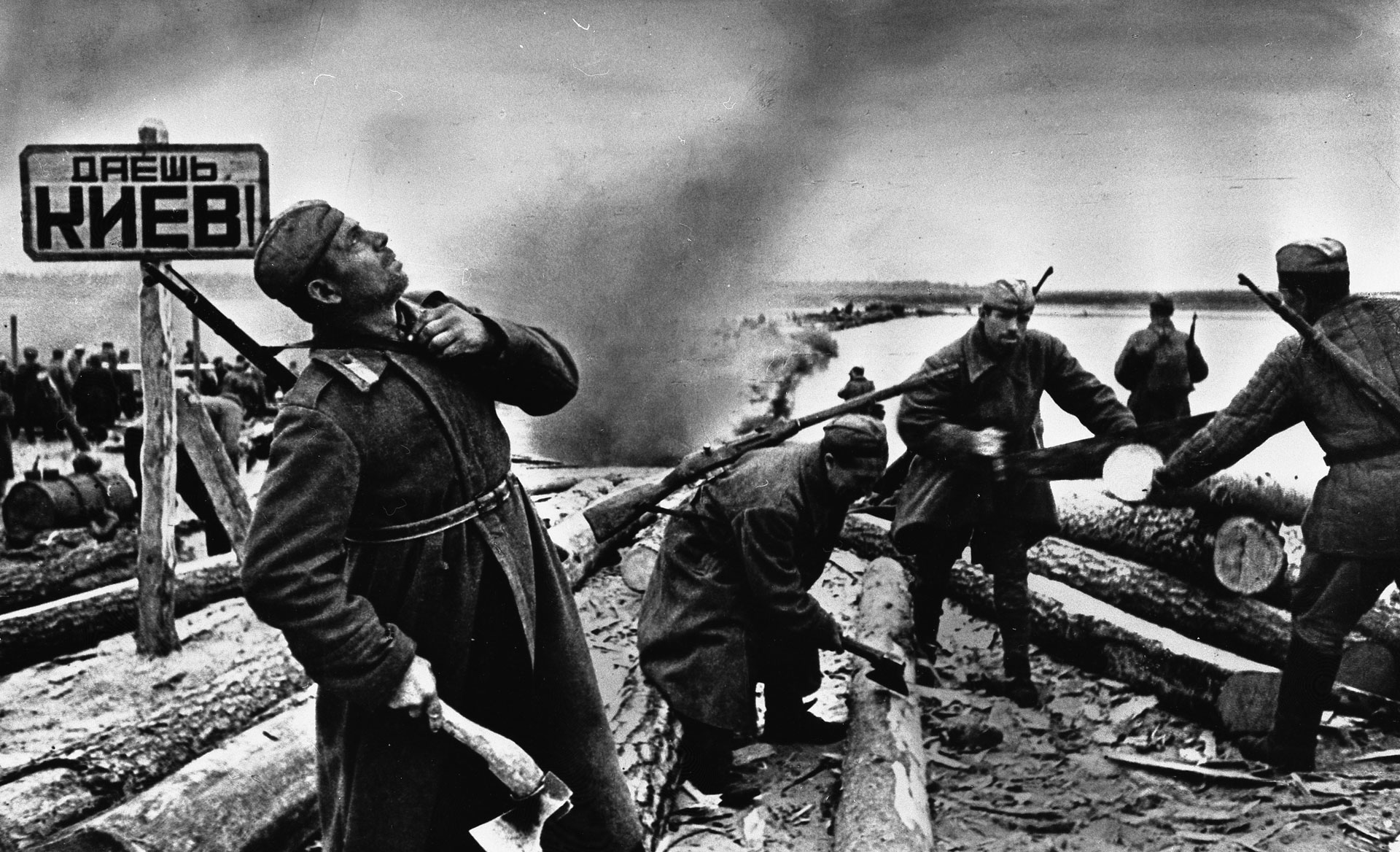
Công binh Liên Xô bắc cầu qua sông sang Kiev

Trong khi Phương diện quân trung Tâm đã tiến đến cửa ngõ Gomel, đánh chiếm Chernigov; Tập đoàn quân 13 đã vượt sông Dniepr đánh chiếm một căn cứ đầu cầu nhỏ ở khu vực Chernobyl trên hữu ngạn sông Dniepr, sát rìa phía tây khu đầm lầy Pripyat, phía bắc Kiev gần 40 km thì Phương diện quân Voronezh cũng đổ bộ thành công một lữ đoàn trinh sát của Tập đoàn quân xe tăng 3 sang hữu ngạn sông Dniepr tại khu vực Bolshoy Bukrin (Velykyi Bukrin) đánh chiếm một đầu cầu nhỏ trên khúc uốn về phía đông của sông Dniepr. Các sư đoàn bộ binh 167 và 240 của Tập đoàn quân 38 tấn công trên chính diện đến Kiev cũng chiếm được căn cứ đầu cầu Lyutezh bên kia sông Dniepr, ngay trước thị trấn Svoromye (???) tại chỗ hợp lưu giữa sông Desna và sông Dniepr hiện đã nằm trong tay Tập đoàn quân 60 của Phương diện quân Trung tâm, chỉ cách Kiev không đầy 10 km về phía bắc. Tướng Hermann Hoth đã điều cả bốn sư đoàn xe tăng và cơ giới có trong tay đến hướng này và ngày 27 tháng 9 đã mở cuộc phản công quyết liệt nhưng đã không thể đẩy được Tập đoàn quân 38 trở lại tả ngạn sông Dniepr. Mọi cố gắng lặp lại các hoạt động tấn công vào các sư đoàn bộ binh 167 và 240 (Tập đoàn quân 38) của Quân đoàn xe tăng 56 (Đức) đều vô hiệu với nhiều thương vong. Tuy nhiên, từ ngày 30 tháng 9, Tập đoàn quân xe tăng 4 (Đức) đã tổ chức phong tỏa đầu cầu này. Tập đoàn quân 38 cũng không đủ lực lượng để mở rộng nó.
Ban đầu, Bổ Tổng tư lệnh quân đội Liên Xô chọn căn cứ đầu cầu tại khu vực Bolsoy Bukrin làm bàn đạp tấn công về phía Kiev. Thực ra đây là ba khu vực đầu cầu riêng biệt các đơn vị thuộc các phương diện quân Trung tâm và Voronezh đổ bộ và đánh chiếm từ ngày 22 tháng 9. Lữ đoàn mô tô trinh sát của Quân đoàn cơ giới cận vệ 9 (Tập đoàn quân xe tăng 3) chiếm giữ khu vực làng Bolsoy Bukrin, Quân đoàn bộ binh 51 (Tập đoàn quân 40) chiếm giữ các làng Shchuchinka và Rzhyschev, Quân đoàn bộ binh 46 (Tập đoàn quân 27) chiếm giữ làng Studenets. Đến ngày 30 tháng 9, ba điểm đầu cầu này đã được nối liền, dài 11 km, sâu 6 km. Để mở rộng khu vực đầu cầu Bukrin, tạo điều kiện thiết lập các bến vượt lớn, Bộ tư lệnh Phương diện quân Voronezh dự định sử dụng hai lữ đoàn đổ bộ đường không phối hợp với các đơn vị mặt đất mở rộng đầu cầu lên 100 km chiều rộng và 25 km chiều sâu. Đêm 23 rạng ngày 24 tháng 9, sáu tiểu đoàn đổ bộ đường không được Sư đoàn vận tải 481 (Tập đoàn quân không quân 2) chở đến và ném xuống. Chỉ có ba tiểu đoàn nhảy dù trúng đích, một tiểu đoàn nhảy xuống sông Dniepr, hai tiểu đoàn còn lại nhảy trúng trận địa của Quân đoàn xe tăng 48 (Đức). Hai tiểu đoàn nhảy dù lạc địa điểm phải chiến đấu trong vòng vây của quân Đức để mở đường rút ra với nhiều thương vong. Yếu tố bất ngờ của quân đội Liên Xô bị mất. Tảng sáng ngày 24 tháng 9, tướng Hermann Hoth lập tức huy động các Quân đoàn xe tăng 8, 24 và Sư đoàn xe tăng 7 tấn công khu vực đầu cầu Bukrin và đẩy các lực lượng Liên Xô về sát bờ sông Dniepr. Bộ Tổng tư lệnh quân đội Liên Xô buộc phải từ bỏ kế hoạch tấn công Kiev từ đầu cầu Bukrin.

#### Chuyển hướng tấn công Kiev
Ngoài Chiến dịch Nizhni Dnieprovsk mà kết quả của nó là quân đội Liên Xô đánh chiếm một dải bàn đạp lớn Dniepropetrovsk, Piatykhatky, Aleksandrya, Cherkassy ở trung lưu Dniepr và một số điểm cầu đã chiếm được ở phía bắc và Nam Kiev, Phương diện quân Ukraina 1 (Liên Xô) đã dừng lại trên bờ trái sông Dniepr trong gần suốt tháng 10 để chuẩn bị cuộc vượt sông lần thứ hai. Các Phương diện quân đều được bổ sung phương tiện, quân số và củng cố lại đội hình nhưng với tiến độ rất chậm chạp do phải di chuyển các căn cứ hậu cần, sân bay, quân y viện dã chiến, kho tàng... trên cự ly từ 300 đến 400 km và sâu hơn nữa ra khu vực tả ngạn Dniepr. Riêng tại khu vực phía trước Kiev, 8 tập đoàn quân của phương diện quân Ukraina 1 cần tiếp tế mỗi ngày 200 toa xe và khoảng hơn 1.700 chuyến ô tô chuyên chở đạn dược, nhiên liệu, lương thực, thực phẩm và các nhu yếu phẩm khác.
Thất bại trong việc sử dụng đầu cầu Bukrin của quân đội Liên Xô Vô hình trung lại tạo cho họ một lối thoát bất ngờ khác. Quá chú ý đến hướng Bukrin, Tập đoàn quân xe tăng 4 (Đức) đã để "sổng" Tập đoàn quân 38 tại khu vực Lyutezh. Trong các ngày 29 và 30 tháng 9, toàn bộ tập đoàn quân 38 đã đổ bộ sang hữu ngạn sông Dniepr, chiếm giữ thêm hai đầu cầu nhỏ nữa ở Svaromye, Novi Petrovsi và nối liền với đầu cầu Lyutezh thành một dải bàn đạp rộng 15 km, sâu 10 km và giữ vững trong suốt tháng 10. Ngày 25 tháng 10, Bộ Tổng tư lệnh quân đội Liên Xô ra lệnh bí mật rút Tập đoàn quân xe tăng cận vệ 3 từ Bukrin lên Lyutezh để chuẩn bị vượt sông tấn công Kiev từ phía bắc. Phần lớn các tập đoàn quân 27 và 40 cũng được lệnh rút khỏi các bàn đạp tại Rzhishev và Shchuchinka bí mật chuyển quân đến bến vượt Tripolye cách khu vực Bukrin gần 40 km về phía bắc. Các cuộc chuyển quân đều bắt đầu thực hiện vào lúc sẩm tối và phải kết thúc trước khi trời sáng.
Để đảm bảo chắc thắng trong cuộc vượt sông Dniepr lần thứ hai của Phương diện quân Ukraina 1, ngoài Tập đoàn quân xe tăng 3, Quân đoàn xe tăng cận vệ 5 của tướng A. G. Kravchenko, Quân đoàn kỵ binh cận vệ 1 và Quân đoàn pháo binh hỗn hợp 7 cũng được điều từ lực lượng dự bị của Đại bản doanh Liên Xô đến khu vực đầu cầu Lyutezh ngày 1 tháng 11. Cùng ngày, sư đoàn bộ binh 107 và 340 của Tập đoàn quân 40 và sư đoàn bộ binh 38 của Tập đoàn quân 27 được để lại khu vực Bukrin đã phát động một cuộc tấn công vào đội hình Quân đoàn xe tăng 24 (Đức) buộc tướng Hermann Hoth phải giữ lại Quân đoàn xe tăng 48 tại khu vực này. Trên cánh Bắc, Tập đoàn quân 13 mở cuộc đột kích vào Denisovichi (???), hút Quân đoàn bộ binh 59 (Đức) từ tuyến sông Teterev kéo lên phản kích. Ngày 2 tháng 11, Tập đoàn quân 60 (Liên Xô) tiếp tục vượt sông Dniepr, tấn công Gornostaypol, nơi Quân đoàn 59 (Đức) vừa rời khỏi, tướng Hoth lại phải điều Quân đoàn xe tăng 13 từ Ivankov kéo lên chặn kích. Các hoạt động quân sự nhằm phân tán binh lực của Tập đoàn quân xe tăng 4 (Đức) tại khu vực phía bắc Kiev còn được phối hợp với các cuộc tấn công của các tập đoàn quân cận vệ 5 và 7 tiếp tục đánh vào Kirovograd theo kế hoạch của Phương diện quân Ukraina 2 bị tạm dừng vào cuối tháng 9.
Trong các đêm từ 26 tháng 10 đến 30 tháng 10, Tập đoàn quân xe tăng 3 bắt đầu vượt sông Dniepr sang đầu cầu Lyutezh từng chiếc một trên các con phà dã chiến. Đến rạng sáng ngày 30 tháng 10, hơn 300 xe tăng đã vào vị trí cất giấu kín đáo trong khu vực bàn đạp. Từ đêm 28 tháng 10 đến hết đêm mùng 1 tháng 11, Quân đoàn xe tăng cận vệ 5 và Quân đoàn kỵ binh cận vệ 1 cũng vượt sông và tập kết xong lực lượng ở các căn cứ bàn đạp Zmyev (???) và Novi Petrovtsy. Tổng cộng quân số của cánh quân xung kích của quân dội Liên Xô phía bắc Kiev gồm 150.000 quân, 1.500 pháo và súng cối, gần 500 xe tăng và pháo tự hành đã sẵn sàng. Theo đề nghị của tướng N. F. Vatutin, Bộ Tổng tư lệnh quân đội Liên Xô đồng ý cho Tập đoàn quân 27 đổ bộ sang khu vực Tripolye, tấn công lên Kiev để bảo đảm cho mặt Nam của chiến dịch.

#### Các trận đánh ở Kiev

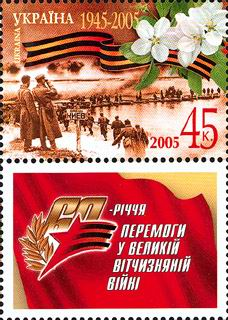
Con tem 45 kopek của Ukraina mô tả cuộc vượt sông Dniepr đánh chiếm Kiev của quân đội Liên Xô tháng 11 năm 1943

7 giờ sáng ngày 3 tháng 11, sau 40 phút sử dụng không quân ném bom và pháo kích chuẩn bị, Tập đoàn quân xe tăng 3 (Liên Xô) xuất phát tấn công Kiev từ phía bắc, theo sau là Tập đoàn quân 38. Tướng Hermann Hoth hoàn toàn bất ngờ trước sự xuất hiện của một lực lượng lớn xe tăng Liên Xô từ căn cứ bàn đạp nhỏ hẹp Lyutezh tràn qua Vyshgorod xuống phía tây Kiev, đánh chiếm Svyatoshino, cắt đứt con đường bộ Kiev - Zhitomir và đường sắt Kiev - Korosten. Quân đoàn xe tăng 13 (Đức) được điều từ tuyến sông Teterev (???) xuống phản kích vào Lyutezh nhưng đã bị Tập đoàn quân 60 chặn lại tại phía tây Zmyev. Ngày 4 tháng 11, Sư đoàn xe tăng 20 và sư đoàn bộ binh 7 (Đức) được điều từ phía nam Kiev lên chặn kích thì bắt gặp các quân đoàn bộ binh 46 và 47 của Tập đoàn quân 27 đã vượt sang Tripolye từ ngày 3 tháng 11 đánh bọc sườn, phải hủy bỏ cuộc chặn kích và tổ chức phòng ngự tại chỗ. Cùng ngày, từ Novi Petrovtsy, Quân đoàn kỵ binh cận vệ 1 kéo sang phía tây, đánh chiếm Moshchun và Mikulichi uy hiếp sở chỉ huy Tập đoàn quân xe tăng 4 (Đức) đóng tại tại Makarov. Trước sức ép của Quân đoàn cơ giới cận vệ 9 và Lữ đoàn xe tăng 91 (Liên Xô), Quân đoàn xe tăng 8 (Đức) phải bỏ Irpen rút sang phía tây, yểm hộ cho Sở chỉ huy Tập đoàn quân xe tăng 4 rút về Berdichev. Ngày 5 tháng 11, Tập đoàn quân 40 từ phần phía đông Kiev trên tả ngạn sông Dniepr đổ bộ sang bờ Tây và hướng đòn tấn công xuống phía nam, phối hợp với Tập đoàn quân 27 từ Tripolye tấn công sang Obukhov, đánh tan Sư đoàn xe tăng 20 (Đức) ở Vasilkov. Sư đoàn bộ binh 7 (Đức) cũng bị bao vây và bị bắt tại Boyarka. Ngày 6 tháng 11, Quân đoàn xe tăng cận vệ 7 (Liên Xô) đã tỏa ra đánh chiếm toàn bộ thành phố Kiev.
Ngày 6 tháng 11, Quân đoàn xe tăng cận vệ 6 và Lữ đoàn xe tăng 91 tiếp tục tấn công xuống phía nam, đến ngày 7 tháng 11 đã đánh chiếm Fastov. Các tập đoàn quân 27, 40 và Quân đoàn xe tăng cận vệ 5 đã chiếm trận tuyến từ phía nam Fasstov đến Stayky. Ở phía tây Kiev, Quân đoàn kỵ binh cận vệ 1 và các tập đoàn quân 38, 60 tiếp tục phát triển sang phía tây, đánh chiếm Radomyshl, Korostyshev và Brusilov ngày 11 tháng 11. Ngày 12 tháng 11, Tập đoàn quân 38 chiếm Cherniakhov. Ngày 13 tháng 11, Quân đoàn kỵ binh cận vệ 1 chiếm Zhitomir. Ngày 15 tháng 11, Tập đoàn quân 60 chiếm Korosten. Ngày 18 tháng 11, Tập đoàn quân 13 sau khi đánh lui các cuộc phản kích của Quân đoàn xe tăng 56 (Đức) đã chiếm Nova Radcha, Ovruch, Yelsk, cắt đứt đường sắt và đường bộ từ Korosten đi Mozyr. Che chắn sườn phải cho Phương diện quân Ukraina 1, Phương diện quân Belorussia cũng huy động các Tập đoàn quân 61 và 65 vượt sông Dniepr và sông Sozh tấn công lên hướng tây bắc, đánh chiếm Khoniky, Narovlya, Rechina, Vasilevichi, uy hiếp Mozyr.
Thống chế Erich von Manstein đã áp dụng các biện pháp đặc biệt để ổn định lại tình hình khu vực mặt trận Kiev. Ngày 12 tháng 11, Quân đoàn xe tăng cận vệ 5 (Liên Xô) từ Fastov mở cuộc tấn công xuống Belaya Cherkov đã bị Quân đoàn xe tăng 24 (Đức) được rút khỏi khu vực Bukrin đã phản kích vào sườn trái trên khu vực Grebenky, bị thiệt hại nặng và phải rút về phòng ngự Fastov. Ngày 13 tháng 11, Quân đoàn xe tăng 48 (Đức) được điều từ Mironovka lên phía bắc đã chặn đứng mũi đột kích của Quân đoàn xe tăng cận vệ 6 (Tập đoàn quân xe tăng 3) tại thị trấn Popelnya, buộc quân đoàn này phải rút về tuyến sông Irpel. Ngày 15 tháng 8, Quân đoàn bộ binh 42 (Đức) được rút khỏi biên chế Tập đoàn quân 8 và điều động cho Tập đoàn quân xe tăng 4. Ngày 20 tháng 11, tướng Hermann Hoth sử dụng Quân đoàn xe tăng 48 và Quân đoàn bộ binh 42 tổ chức đột kích từ ba phía vào Zhitomir, đánh thiệt hại nặng Quân đoàn kỵ binh cận vệ 1 Liên Xô, chiếm lại thành phố, đẩy Quân đoàn kỵ binh cận vệ 1 (Liên Xô) lùi sâu gần 50 km về tuyến Veprin, Radomyshl, Rayvka, Borovka, Stavishche, phía tây Byshev, phía nam Fastov. Các quân đoàn xe tăng cận vệ 5, 7 và Lữ đoàn xe tăng 91 (Liên Xô) phải chuyển quân lên tăng cường cho Quân đoàn kỵ binh cận vệ 1 giữ tuyến phòng thủ này.
Trên cánh Bắc, từ ngày 6 đến 14 tháng 12, Quân đoàn xe tăng 13 (Đức) mới được tổ chức lại và tăng viện thêm xe tăng đã mở đòn phản công vào sườn phải Tập đoàn quân 38, đẩy tập đoàn quân này lùi về tuyến sông Teterev. Từ ngày 19 đến ngày 22 tháng 12, Quân đoàn xe tăng 56 (Tập đoàn quân xe tăng 2) được điều xuống phía nam, phối hợp với Quân đoàn bộ binh 59 phản đột kích vào hai bên sườn Tập đoàn quân 60 (Liên Xô), chiếm lại Korosten, buộc Tập đoàn quân 60 phải lùi về giữa tuyến phòng thủ dọc sông Yrsh và con đường sắt Kiev - Korosten. Trên hướng Zhitomir - Kiev, các quân đoàn xe tăng 13 và 48 cùng Quân đoàn bộ binh 42 Đức liên tục đột kích mở đường nhằm chiếm lại Kiev. Nhận thấy trận tuyến đã xuất hiện nhiều chỗ lõm nguy hiểm, các tập đoàn quân đang phòng thủ quanh Kiev đã kiệt sức sau gần 2 tháng chiến đấu liên tục, ngày 20 tháng 12, Bộ Tổng tư lệnh quân đội Liên Xô đã điều động từ lực lượng dự bị Tập đoàn quan xe tăng 1, Tập đoàn quân cận vệ 1, Tập đoàn quân 18 đến mặt trận Kiev và bố trí các tập đoàn quân này tại Veprin, Rayvka, Borovka, Makarov và Stavishche hai bên con đường bộ Zhitomir - Kiev. Tập đoàn quân xe tăng cận vệ 3 để lại Quân đoàn cơ giới cận vệ 9 và Lữ đoàn xe tăng 91 giữ tuyến phòng thủ phía nam Fastov, kéo các quân đoàn xe tăng cận vệ 6 và 7 lên phối hợp với Tập đoàn quân 18 án ngữ con đường sắt Korosten - Kiev tại khu vực Malin và các cây cầu qua sông Teterev. Ngày 24 tháng 12, các cuộc phản công của Tập đoàn quân xe tăng 4 (Đức) tại khu vực Kiev đã bị chặn đứng. Quân đội Liên Xô đã tổ chức cả khu vực Kiev thành một căn cứ bàn đạp lớn giống như khu vực Znamenka - Pyatikhatka để phát triển tấn công sang toàn bộ hữu ngạn Ukraina.

## Các hoạt động quân sự có liên quan tại Krym

Khu trục hạm Grozny yểm hộ cho đoàn tàu vận tải đổ quân lên bán đảo Kerch

Ngay sau khi tiến đến cửa sông Dniepr, Phương diện Ukraina được lệnh sử dụng Tập đoàn quân 51, được tăng cường Quân đoàn xe tăng 19 đột phá vào Krym. Quân đội Đức Quốc xã tại Krym gồm toàn bộ Tập đoàn quân 17. Từ sau khi bị cô lập ở Krym tháng 11 năm 1943, đơn vị này được đặt thuộc Cụm tác chiến Azov thuộc Cụm tập đoàn quân Nam (Đức) từ tháng 10 năm 1943. Sau những thất bại ở Taman và phải rút sang bán đảo Kerch, binh lực của Tập đoàn quân 17 còn lại các quân đoàn bộ binh 5, 44, tàn quân của Sư đoàn kị binh 1 (Romania) và Sư đoàn sơn chiến (Romania).
Tháng 11 năm 1943, Quân đoàn xe tăng 19 (Liên Xô) đã đột nhập qua eo đất Perekop, phá vỡ các công sự trên tuyến phòng thủ thứ nhất của Quân đoàn bộ binh 44 (Đức) trên Lũy Thổ Nhĩ Kỳ và tiến đến Armyansk. Tập đoàn quân 51 (Liên Xô) đột nhập qua vịnh Sivat dọc theo con đường sắt Dzhankoy - Melitopol, đánh chiếm thị trấn ven biển Genichesk và tiến đến sát cửa ngõ Chongar. Lợi dụng sự tách rời, không yểm hộ được nhau của hai cánh quân xe tăng và bộ binh Liên Xô cũng như địa bàn tác chiến rất hẹp tại các eo đất và đầm lầy, Quân đoàn 44 (Đức) đã giữ vững trận tuyến phòng ngự, bịt được cả hai cửa mở từ phía Armyansk và Chongar. Cuối tháng 12 năm 1943, Bộ Tổng tư lệnh quân đội Liên Xô hạ lệnh cho Phương diện quân Ukraina 4 ngừng công kích vào Krym, tập trung binh lực để thanh toán bàn đạp Bolshaya Lepatikha (Velyka Lepetykha) kéo dài từ phía đông Nikopol đến Gornostaevka của Tập đoàn quân 6 (Đức) trên tả ngạn sông Dniepr đang đe dọa sau lưng chủ lực Phương diện quân. Sau đó mới có thể mở lại Chiến dịch giải phóng Krym..
Trên hướng Kerch, trong các ngày 2 và 3 tháng 11, Phương diện quân Bắc Kavkaz phối hợp với Hạm đội Biển Đen tổ chức đổ bộ Tập đoàn quân 56 lên khu vực mũi đất Enikale - Mayak - Ossoviny. Tổng quân số lên đến 75.000 người, mang theo 769 pháo và súng cối, 128 xe tăng và 7.180 tấn đạn dược. Sau một tháng chiến sự ác liệt, Tập đoàn quân 56, Liên Xô đã chiếm được toàn bộ mũi đất nhô phía đông bắc Kerch nhưng không thể tiến xa hơn. Quân đoàn bộ binh 5 (Đức) bố trí phòng ngự chặt chẽ trên tuyến phòng thủ Kerch - Bulganak (???), buộc Tập đoàn quân 56 (Liên Xô) phải giữ thế phòng ngự. Tại phía nam, Sư đoàn bộ binh 318 thuộc Tập đoàn quân 18 (Liên Xô) cũng được đổ quân lên thị trấn Eltigen (???), đánh chiếm được một đầu cầu nhỏ rộng 5 km và sâu 2 km. Nhưng tất cả chỉ có vậy. Ngày 9 tháng 11, Sư đoàn sơn chiến (Đức) và sư đoàn kỵ binh 6 (Romania) đã bao vây, cô lập căn cứ đầu cầu Eltigen. Sau 40 ngày chiến đấu Sư đoàn bộ binh 318 (Liên Xô) phải mở đường rút qua thị trấn Kammysh-Burun ở phía bắc và nhập vào chủ lực Tập đoàn quân 56 ở mũi Enikale - Mayak..
Mất căn cứ đầu cầu Eltigen, Quân đội Liên Xô mất mũi tấn công thứ hai vào Kerch. Các quân đoàn bộ binh cận vệ 11 và 16 phải đánh vỗ mặt Quân đoàn bộ binh 5 (Đức) và hầu như không tiến lên được. Ngày 20 tháng 12 năm 1943, Phương diện quân Bắc Kavkaz phải tạm dừng chiến dịch để nghiên cứu tổ chức một điểm đầu cầu mới từ phía biển Azov nhằm đánh bọc hậu Quân đoàn bộ binh 5 (Đức) đang phòng thủ trên tuyến Kerch - Bulganak vào đầu tháng 1 năm 1944. Phương diện quân Bắc Kavkaz bị giải thể và chuyển thành Tập đoàn quân độc lập Duyên hải.

## Kết quả, đánh giá và ảnh hưởng

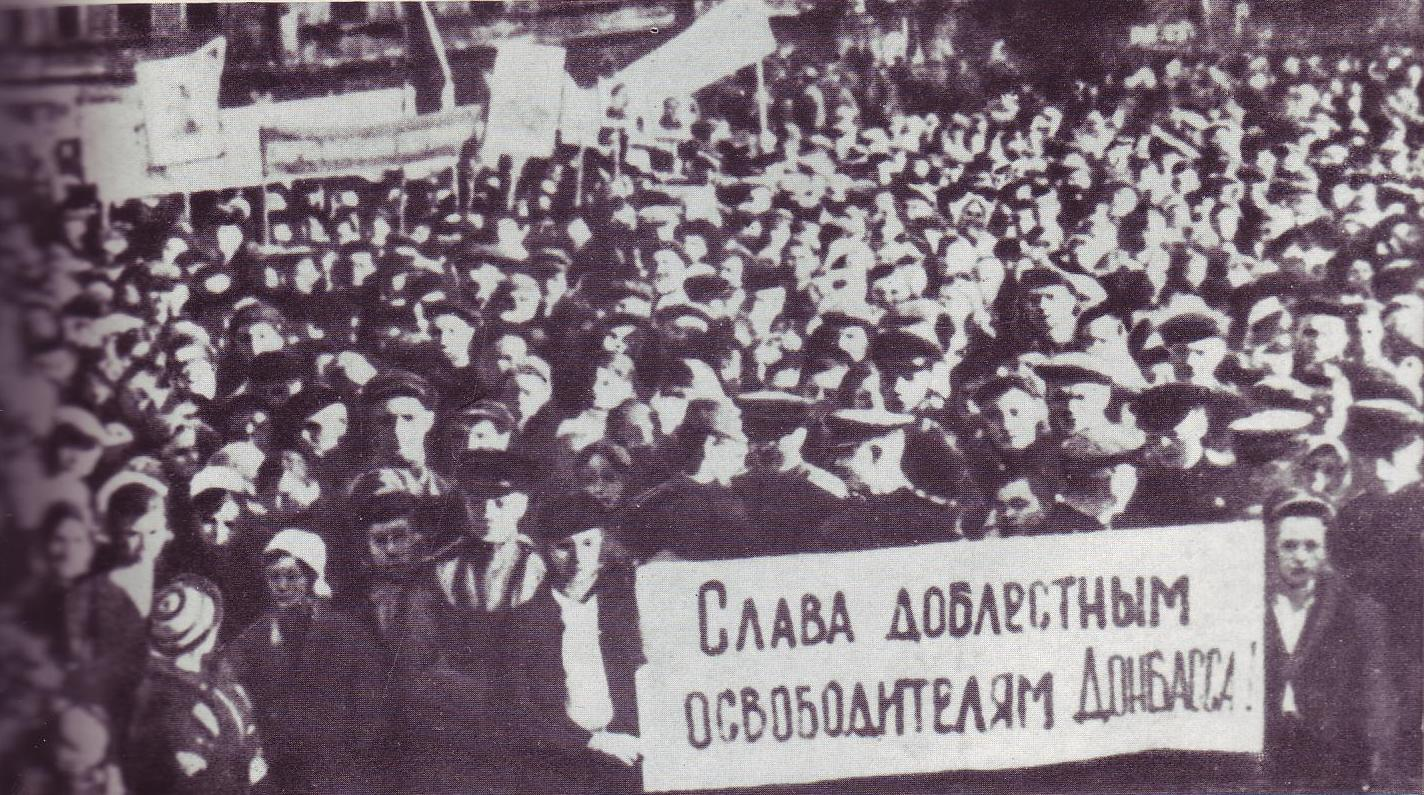
Công nhân Ukraina tại Stalino(nay là Donyesk) mít tinh mừng ngày giải phóng (8-9-1943)

### Kết quả
Trận sông Dniepr trở thành một trong các trận đánh có tổng số thương vong cao nhất trong chiến tranh thế giới thứ hai. Tổng thương vong của cả hai bên được các chuyên gia lịch sử quân sự ước tính từ 1.700.000 người đến trên 2.200.000 người. Nếu như con số tổn thất về người của phía Liên Xô được đánh giá không khác biệt nhiều với 1.182.000 người theo David M. Glantz,, 1.276.435 (theo Krivosheev) đến tối đa 1.500.000 người (theo phỏng đoán Nikolai Shefov) thì số thương vong của quân đội Đức Quốc xã được ước tính với sai số rất lớn, từ trên 400.000 người đến khoảng hơn 1.000.000 người. Tuy nhiên, những tài liệu thống kê chưa đầy đủ về thương vong theo từng 10 ngày của từng tập đoàn quân và cụm tập đoàn quân của quân đội Đức Quốc xã tại mặt trận phía đông năm 1943 đã phản ánh phần nào tổn thất đó của quân đội Đức Quốc xã. Tổng số thương vong gồm 283.082 người chết và mất tích, 257.150 người bị thương (bao gồm cả thương vong của Tập đoàn quân 2 (Đức) tham gia ở cánh Bắc của chiến dịch; 209.226 người bị bắt làm tù binh. Tổng tổn thất về quân số của lục quân Đức Quốc xã là 749.458 người, chưa tính đến số thiệt hại của các đơn vị SS, không quân và các đơn vị Romania tham gia tại cánh cực Nam của Cụm tập đoàn quân Trung tâm. Chiếm 59,96% tổng quân số tham gia chiến dịch.
Tính chất khốc liệt của toàn bộ các chiến dịch chỉ tập trung chủ yếu tại bốn khu vực: Poltava, Chernigov, Dniepropetrovsk và Kiev. Quân đội Liên Xô tổn thất khoảng 40% đến 48% tổng quân số tham gia chiến dịch. Trong đó, quân đội Liên Xô thiệt hại nặng nề nhất trong các cuộc vượt sông sang Kiev và các trận đánh trước cửa ngõ phía bắc Krivoy Rog; còn quân đội Đức Quốc xã thiệt hại nặng nhất trong cuộc phòng thủ Poltava và các cuộc phản kích không thành vào Kiev ở giai đoạn cuối chiến dịch.

### Ảnh hưởng
Sau hơn 3 tháng liên tục tấn công trên toàn cánh Nam mặt trận Xô-Đức dài hơn 1.400 km, quân đội Liên Xô đã tiến rất xa về phía tây thêm từ 300 đến 500 km, thu hồi một vùng đất đai rộng lớn gồm toàn bộ phần tả ngạn Ukraina và hai vùng quan trọng ở phía tây sông Dniepr tại xung quanh Kiev, khu vực Cherkassy, Znamenka, Pyatikhatka và Dniepropetrovsk rộng hơn nửa triệu km 2, tiếp tục đẩy quân đội Đức Quốc xã vào thế phòng ngự bị động. Hai đầu cầu chiến lược mà Quân đội Liên Xô chiếm được ở khu vực Kiev và Znamenka - Krivoy Rog sau này trở thành hai bàn đạp quan trong để các phương diện Ukraina 1 và 2 (Liên Xô) mở Chiến dịch Korsun-Shevchenko Hợp vây và đánh bại đại bộ phận Tập đoàn quân xe tăng 1 và Tập đoàn quân 8 (Đức), mở đường tiến ra chân núi Karpat, chia cắt Cụm tập đoàn quân Nam (Đức), tiếp cận biên giới vùng Balkan và tiến ra phía đông nam Ba Lan.

### Đánh giá
Không chỉ tổn thất về binh lực, tổn thất quân sự - kinh tế nghiêm trọng nhất của quân đội Đức Quốc xã là đã để mất toàn bộ vùng công - nông nghiệp Donbas trù phú. Trong suốt hơn 2 năm chiếm đóng vùng này, đây là nơi cung cấp cho quân đội Đức Quốc xã than đá, quặng sắt, quặng kim loại màu, nhiều nguyên liệu quan trọng và một khối lượng lớn lượng thực, thực phẩm. Việc quân đội Liên Xô chiếm lại toàn bộ Donbas đồng nghĩa với sự phá sản của chiến lược "lấy chiến tranh nuôi chiến tranh" của quân đội Đức Quốc xã tại mặt trận phía đông.

### Tư liệu
- Chiến dịch Dniepr
- Chiến dịch Kiev

### Bản đồ
- Bản đồ trận sông Dniepr
- Bản đồ chiến dịch Chernigov-Pripiat
- Bản đồ chiến dịch Donbas (1943)
- Bản đồ các chiến dịch Kiev (1943) và Dniepropetrovsk
- Bản đồ các cuộc tấn công và phòng thủ Kiev (1943)

### Khác
- "Bài ca bên sông Dniepr" mô tả các chiến dịch vượt sông Dniepr của Quân đội Liên Xô năm 1943